# 八十亀ちゃんかんさつにっき
『八十亀ちゃんかんさつにっき』（やとがめちゃんかんさつにっき）は、安藤正基の日本の漫画である。『月刊ComicREX』（一迅社）にて、2016年7月号から2022年11月号まで連載された。

## 概略
本作は、東京都から愛知県に越してきた主人公・陣界斗の視点を通じて、ヒロイン・八十亀最中の話す名古屋弁や愛知県における現代の習俗を描くご当地漫画である。地元愛溢れる漫画だが、良いところのみではなく、地元民が思っているイマイチなところや悪いところも描かれているのが特徴で、著者の安藤は「おかしなことはおかしいと正直に」を作品の指針の一つとして一貫させている。また建物や商品など地元のもの多数が正式に許可を得た上で実名で登場しているが、この指針のため「関係先の許諾を得る際に苦い顔をされることもある」という。
元々は著者が息抜きとしてTwitterに投稿した漫画だったが、人気を博したことを受けて連載化が決定し、2016年11月26日には著者にとって初めて となる単行本が発売された。作品形態は4コマ漫画数本で1話を形成する1話完結型で、4コマ1本ごとに「やとがMEMO」と題する編集者による解説が添えられる。2022年7月現在、コミックスの部数は電子書籍を含めて累計60万部を突破しており、2021年5月時点では売上の約70パーセントは本作の舞台である名古屋を含む東海地方が占めている。2020年「でらコミ！」にて３位を受賞。
反響を受けて、2017年2月27日からは、八十亀最中が名古屋市の「観光文化交流特命大使」に起用された。後に八十亀最中の着ぐるみも製作され、“おおきい八十亀ちゃん”として名古屋市内の各種イベント会場を中心に登場する。

## 登場人物

### 田金高校
「愛知県立田金高校」という校名は原作初期には定められておらず、アニメ化の際に正式に決定されたものである。
陣 界斗（じん かいと）
声 - 市来光弘
10月1日生まれ。O型。東京都育ち。本作の主観者的主人公でツッコミ役。名前の由来は「都会人」のアナグラムであり、誕生日は「都民の日」を由来とする。
それまでは東京に在住していたが、第1話の冒頭で愛知へ転校する高校2年の男子生徒。当初は期待した地方独特の方言・食文化が周囲に存在しないことに失望しかけたが、最中との出会いと舞衣の策略で写真部への入部させられたことにより、名古屋弁や名古屋周辺の文化に触れることになった。
東京では進学校へ通っていたため、5教科すべてが得意科目な一方、家庭科を苦手にする。苦手なものはあんこ。また、妹の繁華は「東京に居た頃は寡黙なほうで暗かった」としている。
何度も最中と仲良くしようと試みるものの、自己認識が「全国=東京及びその周辺」であるなど、無意識に東京が日本一であることや（結果として）東京以外を無視した発言を出す事が多い。最中が地元自慢する場面では「東京にも存在する」旨を返すなど、デリカシーと配慮にも欠けるため、名古屋圏の文化を偏愛する最中のプライドを傷つける発言を多々行い、しょっちゅう怒りを買っている。一方、他の人間が踏み込めなかった領域へも首を突っ込むことが稀にあるが、結果的に良い方向に転がる場合も存在する。結局のところ無知・無自覚・無配慮なだけであり、名古屋の独特さに対して適宜ツッコミを入れるが、妹と違い偏見は無いし、東京の方が何でも上と思っているわけではない。
SNSに自身の撮影画像をアップロードするほどの猫好き。最中に興味を持ったのも、落とした学生証を探している様子へ猫っぽさを感じたことから。
「横浜は東京に含まれる」、「近畿地方の京阪神で神戸も京都も大阪の一部」といった、大まかな括りで近隣大都市（県庁所在地、政令指定都市）で東京や大阪に次ぐ第3都市を決める論争に巻き込まれて、振り回されている。
作者によるTwitterのアカウントが実在する。連載開始時からの作中SNSシーンの再現及び単行本やアニメ化への反応が見られるが、一切の告知無しでひっそり行われていたために、作者にカミングアウトされるまでの4年半ほどほぼ知られていなかった。その後一気にフォロワーが増えたため、界斗自身が戸惑う様もツイートされている。
八十亀 最中（やとがめ もなか）
声 - 戸松遥
8月8日生まれ。AB型。愛知県名古屋市出身。本作のヒロインである高校1年の女子生徒。名字の由来は名古屋弁で「お久しぶり」を意味する「やっとかめ」、名前は「〜ですね」を意味する「〜なも」から。誕生日は名古屋市の記念日である「まるはちの日」と同じ。
得意科目は体育。苦手科目は数学。苦手なものは知らない人。趣味は散歩。両親が共働きで一人っ子。写真部所属。
黄色の毛髪・猫の耳のように尖っている頭頂部両端・2本垂れ下がっている前髪など奇抜な髪型と四角最中のような後頭部が特徴。垂れ下がった箇所以外の前髪はカチューシャで抑えていて、両先端には最中と表情が連動する鯱が装着されている。「〜にゃあ（名古屋弁で『〜ない』）」と喋る、身軽・俊敏でよく高い場所に登るなど、行動が何かと猫っぽい。
本人は否定しているがあからさまな名古屋弁訛りで話し、「つけてみそかけてみそ」や「献立いろいろみそ」を持ち歩く、朝はコメダ珈琲店でモーニングを食べるなど、徹底した名古屋人。勉強や行事などでも名古屋が絡むと常軌を逸した能力を発揮する。地元を偏愛しているため、他地域（特に東京や福岡）への対抗意識を燃やす一方、独自文化を褒められるとデレる。名古屋のことを何も知らない陣を事あるごとに咎めるものの、名古屋から出たことがない自身も自地域以外に対する見識は非常に低い。
中日ドラゴンズや名古屋グランパスエイトのファン。チームが負けがちなことをコンプレックスに思っているが「勝ってる時は好き」と発言するなど辛い目線で見ている。
露骨な名古屋弁はおばあちゃん子として育った影響から。前述のカチューシャも祖母からの贈り物であり、最中本人は鯱には似ていないと思っている。周りや本人が「祖母との思い出」をやたら強調していたことで、界斗は祖母が故人と思っていたが、実際は健在である。
人見知りであり、外出先の店員など初対面の人間に対しては上手く話せないが、世瑠蘭など名古屋の話題が通じる相手には早い段階で饒舌になる。
界斗を「トーキョー」、ララを「静岡の人」と呼んだりほぼ全ての人物に対し「おみゃあ」などの代名詞でしか呼ばないが、幼少期からの仲である舞衣に対してだけは「只草」と苗字で呼んでいるため、他の人間に比べ特別な存在なようである。
只草 舞衣（ただくさ まい）
声 - 若井友希
11月3日生まれ。A型。岐阜県出身。長い黒髪にさるぼぼ風帽子をかぶった高校1年の女子生徒。名字の由来は美濃弁でいい加減・乱雑などの意味の「だだくさ」、名前は「〜しましょう」の意味の「〜まい」から。誕生日は文化の日に岐阜で制定されている「岐阜-ふるさとを学ぶ日」と同じ。
実は巨乳の持ち主で最中より背が高め。
きょうだいに兄が一人いる。得意科目は現代文。苦手科目は体育。
界斗・最中と同じく写真部に所属する。クラスメイトの最中のことを大好きなため、彼女を被写体にすることが多い。東京嫌いの最中に様々な表情を出させてそれを撮るために、界斗の担任に頼んで彼を写真部へ引き入れた。
岐阜出身だが名古屋文化には最中に劣らないレベルで精通しており、特にイマイチなところや悪いところは（最中が言わないこともあり）語り部役を務める。その一方で地元岐阜に関する話は、界斗から振られても「岐阜にあるのは阜という字だけ」「岐阜は名古屋の植民地」と返したりと自虐的な発言が多いが、岐阜駅前にある黄金の信長像を「金なのはうちだけ」と強調するなど、アピールする機会を与えられると地元に対する矜持を見せることも少なくない。最中を除き、同級生に対しても敬語を用いている(原作12巻からは繁華に対してもタメ口で接している)。日常会話で方言が出ることはないが、促された際に「〜やお？」と美濃弁を披露したりするため、意図的に抑えているらしい。このように岐阜ではあるが格好以外に飛騨要素はなく、ほぼ完全に美濃である。
アニメ好き（岐阜はアニメの録画率全国1位）で、アニメ聖地の話題になると他県にまで精通していたり、『かんなぎ』のナギのフィギュアを買ったり同アニメの主題歌を完璧なフリ付きで歌ったりする。アイドル好きでもあり、名古屋のご当地アイドルである「SKE48」や「OS☆U」を推していたりするが、本人はこうした理由を「可愛いものが好き」なためとし、オタクであることを頑なに否定している。
運動音痴であり、球技大会などでその体力の無さを披露しているが、アイドルのライブや「世界コスプレサミット」にカメラマンとして参加した際には感覚が麻痺するのか普段よりも体力が上がる。
最中との出会いは、11年前に2005年の「愛・地球博」でグローバル・ハウスの「マンモスラボ」に展示されていたユカギルマンモスを見終わった後、兄と共に次はどこへ行こうか決めようとした時に、風に飛ばされたキッコロの帽子が自分の顔に当たり、それを追っていた最中に戻すも、「ずっと（キッコロの帽子を）見ていたから」と自分に渡し、最中はモリゾーの帽子を被り、「これで同じ森の仲間だ」と言ったことがきっかけである。当時は内気な性格だったが、好きなものを好きと言える最中に憧れを抱いたことで変わっていけたと話している。しかし、界斗は最中が舞衣とは小学生からの仲と話しているが、出身地が違うことや、11年前は最中と舞衣が4〜5歳であることから、二人の話の信憑性を疑っている。
極限まで心がダークサイドに堕ちると「タダークサ」という闇の人格が出現し、普段は愛を持っている地元岐阜県に対して「海がないからしゃーなしで鮎を食べているだけ」など現実的かつ悲痛な叫びをあげる。タダークサ人格の際は口調が魔王のようなり、帽子で片目を隠し目から光が消える。最中曰く「タダークサ人格は心の飢えが満たされると浄化される」。
笹津 やん菜（ささつ やんな）
声 - 小松未可子
4月18日生まれ。B型。三重県出身。伊勢海老の頭に見える赤いツインテールの髪・髪留め、三重弁訛りが特徴の女子生徒。名字の由来は三重弁で明々後日を意味する「ささって」の「笹」と県庁所在地津市の「津」、名前は「〜ですよね」を意味する「〜やんな」から。誕生日は「三重県民の日」と同じ。写真部部長かつ界斗のクラスメイトでもある。
得意科目は歴史。苦手科目は朝礼。苦手なものは早起き。趣味は一人カラオケ。双子の弟と妹がいる。登校すると同級生に驚かれるほど学校をサボりがちだが、学年12位の好成績を誇る。興奮しすぎると急に寝てしまう癖があり、部室でも寝ていることが多い。
伊勢名物である赤福を何かと話題に出しがちで、夏は赤福氷を食べたがったり、名古屋名物と認識されがちなことに憤りを感じたりしている。ナガシマスパーランドが名古屋の施設だと勘違いされた際にはショックで地面に倒れ込むなど地元三重に対する愛も深い。
体を動かすことや遊ぶことが得意なことから、球技大会やカラオケなどのイベントごとには精力的に参加する。その一方で1人にされることに苦手意識を持っており、待ち合わせに遅刻した時にはパジャマ姿のまま号泣して謝るなど寂しがり屋の一面も持っている。部員同士が仲違いしていると間を取り持とうとするなど世話焼き気質で、いざというときには1人で責任を取ろうとする節がある。
入学当時は髪を下ろしていて、「田舎者だとバレたくない」という一心で訛りの出にくい敬語で喋っており、周りからは「紅姫（くれないひめ）」と呼ばれていた。「真面目そう」という理由で放送委員に所属していたが、校内放送のスイッチをONにしたまま三重のローカルスーパーであるぎゅーとらのテーマソングを寝言で歌ってしまい、校内で騒動となった過去がある。元写真部員である明南を慕っていて、自身が撮る写真の傾向にも大きく影響を受けている。
陣 繁華（じん としか）
声 - 東城日沙子
界斗の妹で高校1年生。7月1日生まれ。A型。東京都出身。東京ばな奈の髪飾りを付けている。名前の由来は「繁華街」、誕生日は「国民安全の日」「東京都政記念日」から。
得意科目は化学。苦手科目は体育。最中、舞衣と同じクラスだが、目付きが悪く無口な最中を不良と誤解して一方的に恐れており、兄と部活が同じであることも認識していなかった。
神経質かつ臆病な性格で、「名古屋にいたらいつ車に轢かれるか分からない」「城には地雷が埋まっているかも」などの行き過ぎた被害妄想が多い。“自室の枕元にバットを置く”“プールに行った際には救命胴衣を持っていく”といった自衛意識も高い。苦手なものは大きい音。趣味は防災グッズ収集。
兄と同様に東京と無自覚で比較する癖があり、何かと「東京は〜」と引き合いにだす。なおかつ絶対基準を東京に置き、違いを「おかしい」「気持ち悪い」と悪くしか取らず、それを当然と考えているので臆面もなく口に出す。このため最中や舞衣など地元民から敬遠されているが、本人に自覚は全くない。舞衣とは学校で最中とペアを組むことになった時に代わってもらおうと近付くも、お願いする前に断られたり、班が一緒になった時も肝心な場面で抜けてしまう為、必然的に最中と二人きりにさせられることがある。当初、最中とはまともに会話しようとしないため“八十亀”を「はちじゅっかめ」と間違えていたが、調理実習の際に初めて「やとがめ」と呼ばれていることに気づいた。
イケメンや筋肉に目がないアイドル好きで、名古屋飛ばしの影響でライブに行けないと嘆いていたが、舞衣から紹介された「名古屋おもてなし武将隊」の前田慶次や、名古屋のご当地アイドル「BOYS AND MEN」のMVを観て急速にファンになった。前述の通り地方に対して兄以上に辛い目で見ているがアイドルに関しては例外であり、夏休みを利用して東京に帰ることを提案した界人の誘いを「ライブが見たいから」と断っている。
初内 ララ（しょない ララ）
声 - 南條愛乃
8月21日生まれ。B型。静岡県出身。写真部顧問の女性教師。名字の由来は静岡弁で仕方ない・下らないという意味の「しょんない」、名前は同意を求めるときの「でしょ？」の意味の「ら？」から。誕生日は「静岡県民の日」から。やん菜からは「ララちゃん」、界斗からは「ララちゃん先生」と呼ばれている。
得意科目は英語。苦手科目はグループディスカッション。趣味はドライブ。妹が一人いる。
東海3県としてセット扱いされることが多い愛知・岐阜・三重と異なり、地域区分上は東海地方ながらそこに含まれにくい「しぞーか（静岡県）」の不遇さを何かとアピールする。非常に気が弱い上にすぐ落ち込む性格のため、部員からは面倒がられている。また、要求の際はなにかにつけ地元特産のお茶に頼り、東京から見える富士山を富士山とは認めないほか、部員たちが試験勉強に励んでいた際には懐から「うなぎパイ」を取り出したりと郷土愛も強い。基本的には標準語だが、静岡を「しずおか」と発音出来ず「しぞーか」と言ってしまったり、「しょんないら？」という言葉が出るなど無自覚に出身である静岡弁が出る時がある。
のんびりした性格と毎度の不遇アピールゆえ、せっかちな最中には「とろくさい」と苦手意識を持たれている。ただし意外に運動神経は良く、プールでドルフィンジャンプを披露する、サッカーボールでマルセイユ・ルーレットを繰り出すなどスキルも高い。体育祭では静岡県域で行われる「高校生体操」を知らない生徒へ叱咤したり、浜松市の伝統行事である「峠の国盗り綱引き合戦」を引き合いに出して生徒を鼓舞したりと、こと運動においては体育会系である。
静岡は「伊豆餓死、駿河乞食、遠州泥棒」と言われるほど伊豆・駿河・遠江で性格が違い、静岡としての一体感も低いと言う話もある。ララの性格は駿河人のテンプレートのようだが、遠江のものもよく出している。対して伊豆の話はほぼ全く出ない。
原作では目の色は髪の毛と同じ水色だが、アニメでは緑色になっている。
水瀬 明南（みずせ あかな）
元写真部の女生徒。和歌山県出身。
やん菜が1年生時に出会った1学年上の写真部員。出身である和歌山の訛りで喋る。パンダのような目と髪型に、みかんを模したピアスをしている。やん菜には「あか先輩」と呼ばれている。
写真部においてはポートレートなどの被写体を主に担当していて、いわゆるインスタ映えの写真が多い。芸能事務所にスカウトされたことがあることを自慢げに語ったりと多少ミーハーな面がある。写真を評価されると「モデルがいいから」と語ったり自身の容姿には一定の自信があるが、背の低さを指摘されることには敏感である。
明るい性格で、クラスに馴染めなかったやん菜が唯一心を許していた人物であり、憧れの存在である。肌ツヤの良さや健康体であることを「みかんを食べているから」と言い張っていて、和歌山名産であるみかんに絶大な信頼を置いている。
やん菜と出会った頃に田金高校を退学していて、現在は読者モデルとして活動している。
活舌が悪く和歌山特有の「ザダラ変換」により「ざぶとん」を「だぶとん」、「からだ」を「かだら」と言ってしまうことがある。和歌山が麻雀牌の生産量が１位であることを理由にやん菜に麻雀勝負を挑むが、惨敗するほど弱い。字が綺麗で、和歌山県の小中学生が強制参加させられる競書会で賞を取った過去がある。
文化祭のエピソードでは顔出しこそしていないが登場しており、さらにやん菜が雑誌のコンペで応募したエピソードでは本格的に顔出しで登場。再会したやん菜と写真を撮り、モデルにならないか?と誘うが断られ、やん菜の気持ちを尊重して帰っていった。
飛倉 夏耶（とびくら かや）
9月に1年C組に転校してきた、長野県出身の生徒。名字の由来は長野弁でかけっこという意味の「とびっくら」、名前は確認するときの「〜ですか？」の意味の「〜かや？」から。長野県の文化である昆虫食で食されるイナゴのシルエットを彷彿させる2本のアホ毛と4つの三つ編みがあるロングヘアに花火が描かれた温泉手ぬぐい、リンゴのような目におやきを模したカバンを肩から下げている。眼鏡とギザギザの歯が特徴。
長野県がかつて教育県と呼ばれていたことから自らを「信州が生んだ頭脳」と自称しているが、実際はとんでもなく頭が悪く、初登場時は補習を3日連続で受けていたほか、「ペンは剣より強し」や「手塩にかける」などのことわざや「座学」の意味を勘違いしていたり、授業中にノートをとらずに付箋へ余計なメモをしていたり、作った新聞に誤字があっても印刷ミスとしか認識しなかったりと、おバカぶりをみせる。
山岳地帯で生まれたからか方向感覚への自信が強いが、校外学習で東山動植物園に行った際は過信からか迷子になってしまったり、レースゲームでも道を外れてコースアウトしてしまうなど方向音痴の気がある。
所属は新聞同好会（夏耶1名のみ）。夏耶の転校後、部室として割り当てられた部屋が写真部に流用されたことを理由に写真部に対抗心を抱いており、界斗達部員と様々な勝負をするも、おバカさが災いしてほとんど負けている。
本作の女性キャラでは珍しく女性語を話している他、長野の方言で「とても〜」を意味する「めた〜」を多用しており、「めたムカつく」「めた屈辱」など、感情が昂った時に用いている。
半島 知子（なかしま ちかこ）
知多半島出身の生徒。名古屋弁と三河弁のハイブリッドである知多弁を話せるが、最中は名古屋弁がきつすぎて、半分何を言っているのか分からなかった。
学校のトイレが知多に本社を置いていたINAXブランドであることを主張したり、騒動となった「南セントレア市構想」の話題になると表情を曇らせるなど地元知多への情熱が強い。
「チーターイーツ」と称して田金高校内での便利屋を営んでおり、知多では様々な産業が盛んなことから「あらゆる事業のスペシャリスト」を自称しトイレの清掃から溶接・発電・「知多娘。」のライブパフォーマンスに至るまで何でもこなすことができる。労働の対価としてえびせんを受け取っていて、えびせんべいの里のことを実質日銀だと発言している。夏耶にえびせんで買収され新聞部に入部した。
その他にも学校内でキッチンカーを運営するなど商売っ気が強い。
後述の渥子とは双子の姉妹で、両親の都合で離れて暮らしている。

### 校外の人物
一天前 紫春（いてまえ しはる）
声 - 黒木ほの香
10月10日生まれ。B型。大阪府出身。一人っ子。名字の由来は大阪弁で「やってしまえ」を意味する「いてまえ」から。名前は「〜される」を意味する「〜しはる」から。誕生日は「お好み焼の日」から。
最中の従妹の14歳の中学生。得意科目は図工。苦手科目は書写。
出身である大阪の訛りで喋り、上半分が茶色で下半分がクリーム色のたこ焼き風の黒目にカニのカバンを背負い、口につまようじを咥えている。最中を「もなねー」と呼び、自分の家来だと言い張っている。
お金を払う際には値切り交渉、ソースは複数種類所持、アイスと言えば「551」「北極アイス」を例に出し、「海遊館は全宇宙が誇る水族館」と発言するなど徹底した大阪人である。お笑いも好きでやん菜のツッコミに対し「スベらんなぁ〜」と返したり、関西を中心に放送されているテレビ番組である『探偵!ナイトスクープ』のロケが来ていると言われた時はダッシュで確認しに行ったりと抜け目がない。
大阪生まれなこともあり、笑いにうるさいが実は自身はアドリブに弱く急に振られると対応できない。東京のシュール系芸人が好きで、わざわざ界斗たちの通う田金高校の文化祭に見に来るほどである。
輿安 七帆（こしやす ななほ）
声 - 伊藤彩沙
紫春の友達の中学生。4月16日生まれ。A型。京都府出身。弟が一人いる。
得意科目は社会。苦手科目は音楽。
名字の由来は京言葉で「いらっしゃいませ」を意味する「おこしやす」から。名前は「それじゃあね」を意味する「ほなな」から。誕生日は金閣寺が建立した日から。
生八つ橋風の髪飾りをしていて、出身である京都の訛りで喋る。紫春を下に見る節があり、紫春を「うちの子」と称するなど半保護者的立場である。京都特有の「いけずの文化」に伴い遠回しに嫌味を言いがちであるが、本人はあまり自覚していない。
京都生まれのせいで薄味が好きだと思われているが、実は京都発祥の「天下一品」やフライドポテトなどの味の濃いジャンクフードが大好きで湯葉に対しては「味がしない」と発言している。界斗たちの通う高校の文化祭においてもラーメンの大食い大会で優勝するなど痩せの大食いである。
なお、原作では茶色い瞳だが、アニメでは臙脂色の瞳をしている。
土辺 世瑠蘭（どべ せるら）
声 - 長縄まりあ
最中たちの高校の体験入学に現れた中学生。9月1日生まれ。B型。愛知県一宮市出身。一人っ子。
得意科目は英語。苦手科目は歴史。
名字の由来は尾張弁で「最下位・ビリ」を意味する「ドベ」から。名前は「〜していらっしゃる」を意味する「〜してらっせる」から。誕生日は一宮市が誕生した日から。
一宮市のキャラクター「いちみん」風の髪型・リボンをしている。東京に対して強い憧れを抱いており、東京出身の界斗を「界斗兄さま」と呼ぶ・最中を「O-758ウイルスに罹患して名古屋が好きになっている」と認識するなど、東京への友好度と名古屋への敵対心が強い。一方で東京の知識は薄く、喋る言葉も本人こそ標準語と思っているものの訛りを隠せていない。
流行り言葉を独自に作る癖があり、「無理暮らしのアリエンティ」「いきたいステーキ」「当然前世」など、ありそうでない造語を時折使う。特に多い口癖は「エモい」を作り替えた「エヴォ」「ノンエヴォ」。
東京に憧れているものの知識は聞きかじったり想像したものが多く、「八王子には貴族が住んでいる」と発言するなど大胆な勘違いも多い。
紫春のことを名古屋を嫌う仲間と認識していて、「ブラザー」と呼んでいる。
本作のアンソロジーコミックとして出版された『方言少女かんさつにっきアンソロジーコミック』において、作者の安藤が寄稿した作品の主人公でもある。
辻 優秀（つじ まさひで）
声 - 間島淳司
土辺家に仕えている執事。世瑠蘭のことを「お嬢様」と呼び世話をしているが、世瑠蘭が東京に憧れる発言をした際に現実を突きつけるなど正直な発言も多い。時給が安いらしい。
世瑠蘭ママ
声 - 小山茉美
フルネームは不明。一宮市章のような髪型をしている。決して悪人ではないものの、理由は不明だが東京を危ない所と思い込んでおり、一人娘である世瑠蘭が東京の高校に行きたがっていることを嫌がっている。
体育祭で界斗を「娘に悪影響を及ぼす人物」と勘違いし、生徒会に監視を命じる。
優秀が界斗を世瑠蘭の家庭教師に招いた際は、相変わらず界斗を悪人と勘違いして難色を示しており、更には娘に卑猥なことを教えていると聞き間違えて(東京嫌いのあまり、全てそう聞こえる)気絶してしまったが、世瑠蘭の成績が上がったことで不完全ながら誤解が解け、監視を解除した。
舞衣の兄
フルネームは不明。現在は東京に住んでいる。
八十亀 彩美（やとがめ あやみ）
最中の母。最中ほどは訛っておらず、娘の話す名古屋弁に対し「この子、私より訛っとんのよ」と言っているが自身も少し訛っている。
最中の祖母
最中と紫春の祖母。現在は東京に暮らしており、オープンカーを乗り回したり、高価な家電を家にたくさん置いたりと、名古屋にいた頃とすっかり変わってしまっていたが、これは「若者はこういうのが好き」という思い込みと、最中に嫌われたくない一心でやっていたことであり、最中のことは心から愛していた。
つまり、悪気が無かったとはいえ、彼女こそが最中が東京を嫌いになった全ての元凶であった。最後は界斗たちにより最中と和解し、名古屋に帰ることとなった。
只草 弥緒音（ただくさ やおね）
舞衣の母。本編ではなく、単行本の書き下ろし漫画に登場。
笹津 杏菜（ささつ あんな）
やん菜の母。こちらも単行本の書き下ろし漫画に登場。

### 生徒会
東風樫 湘（こちかし しょう）
声 - 上坂すみれ
高校二年生。AB型。神奈川県出身。
最中たちの通う高校の生徒会長。得意科目は家庭科。苦手科目は保健。妹が二人いる。
第34話より登場。横須賀海軍風の帽子を被っている。町田を「ほぼ神奈川」と扱われたり「鳩サブレー」を「鳩サブレ」と呼ばれると激昂したりと地元神奈川への誇りが強い。最中と「第三都市」は名古屋と横浜のどちらであるかと言い争いになるが、根っこが同じ地元愛の強すぎる似た者同士であるためなんだかんだで気が合う関係である。写真部が廃部の危機に陥った際、怠惰な行動に厳しく目を光らせる一方で、アドバイスや注意喚起をしたりと面倒見がよく人情に熱い一面も持つ。他の生徒会役員の青那寺や朝霞にナメられていて指示を出しても渋られることが多々あり、そのたびに保護者のような口調で叱りつけている。
1年生の時は髪を下ろしていて、生徒会総選挙の公開演説をしていた生徒に感銘を受けていた。
青那寺 恵（あおなじ けい）
声 - 徳井青空
高校二年生。O型。千葉県出身。
生徒会副会長。得意科目は生物。苦手科目は情報。兄が一人いる。
夢の国の住人のような大きな内巻きカールに小さい王冠を身に着けている。「東京ディズニーランド」や「東京ドイツ村」など千葉県が東京の名を冠する施設を持つことを指摘されるが「千葉はワールドワイドだから」「わかりやすくしてるだけ」とあまり気に留めていない。湘に生徒会総選挙で負けた過去があり、隙あらば会長の座を奪おうと目論んでおり、生徒会での役職を自己紹介する際に、副会長の副の部分だけを周囲に聞き取れないように小さく発音（漫画では副の字を小さく）している。やん菜を「笹っちゃん」、最中を「もなちゃん」と呼んだりと距離を詰めるのが早い。やん菜とは1年生のころ同じクラスで、千葉では伊勢海老が多く獲れることや忍者道場があることを挙げ、やん菜と仲良くしたがっている。やん菜の恥ずかしい過去を知っているらしい。
1年生の時はショートカットで、やん菜の長く下ろした髪に憧れていた。
朝霞 きぃな（あさか きぃな）
声 - 倉知玲鳳
高校二年生。A型。埼玉県出身。
生徒会会計。得意科目は数学・音楽。苦手科目は国語。姉と弟が一人ずついる。
埼玉古墳群のようなお団子ヘアに深谷ねぎのようなリボンと、「彩」の文字を模った髪留めを左右に着けている。埼玉紅さそり隊のようなバッテンマスクをしている。地元埼玉にとにかく自信がなく、「『ださいたま』と呼ばれてる」「一番いい所は東京に近いところ」と自ら発言するなどかなり悲観的である。基本的に声が小さく消極的だが湘に対してだけは「会長のアホ」と発言して毛嫌いするなど時折過激な一面を見せる。岐阜の多治見と埼玉の熊谷が夏季に最高気温を記録したり、海が無いことや他県に飲み込まれがちなことに対して舞衣に一瞬シンパシーを感じたが、胸の大きさが負けていることを知り逆上した。埼玉の銘菓十万石まんじゅうを持ち歩いている。
1年生の時はお団子ではない二つ結びで、パーカーは着ておらずバッテンマスクではなく普通のマスクをしていた。

### その他の生徒
鏡池（かがみいけ）
眼鏡を掛けた界斗の友人。
天満（てんま）
恰幅のいい界斗の友人。
緑（みどり）
ツインテールの繁華の友人。

### 教師
レッチリ先生／八代 和治（やしろ かずはる）
声 - 稲田徹
界斗・やん菜のクラスの担任。通称はアニメ2期で、本名はコミックス11巻で初登場。恰幅が良くジャージを着ていて、頭に国旗が刺さっている。国旗は色んな種類がある。陣を写真部に無理やり入部させた。
リカちゃん先生／物見 理花（ものみ りか）
声 - 寺田晴名
最中・舞衣・繁華のクラスの担任。通称はアニメ2期で、本名はコミックス11巻で初登場。白衣に化学記号を模した六角形の眼鏡を掛けている。同じ女性教諭として初内と話したり行動を共にすることが多い。
クック先生／鳳明先生(ほうめいせんせい)
声 - 樋浦勉
調理実習の際に登場。東京都出身。通称はアニメ3期で、本名はコミックス11巻で初登場。語気が強い。
田金高校の学食の監修も行なっており、名古屋人の濃い味嗜好に悩まされた際には学生の健康を案じて醤油の使用を禁止したりと生徒想いである。

### 番外編のキャラクター
雀田来 鈴（じゃんだら りん）
声 - 松井恵理子
コミックスカバー裏に登場する女子高生。穂種高校（ほだねこうこう）生徒会会長。第45話からは本編にも登場。愛知県三河地方出身。1月31日生まれ。通称「じゃんだら先輩」。
名字と名前の由来は西三河弁で「〜だよ」「〜でしょ」「〜しなさい」を意味する「〜じゃん」「〜だら」「〜りん」から。誕生日は三河出身の武将である徳川家康の誕生日から。
三河の名産であるアサリの髪飾りに、メガネをかけている。三河出身の芸人が見た目のモデルである。出身である三河地区（主に西三河）の訛りがある。三河がことあるごとに名古屋と混同されることを腹立たしく思っている。
普段は「〜なんだよ」「〜だい？」と独特の口調で喋る。表情はあまり変わらないが、笑ったり怒ったりするときは少し崩れる。鉄平のことを「鉄平くん」と呼んでいる。
三河地区の会社である杉本屋製菓の「まけんグミ」をお守りと称して持ち歩いていたり、「八丁味噌」が三河地区の岡崎市のものであることを強く主張したりと地元アピールも欠かさないが、「ヤマサちくわ」が三河地区である豊橋市の会社であることに気づいていなかったりと疎い場面もある。
生徒会の会長を務めており、界斗たちの通う高校に調査に赴くなど仕事熱心である。負けず嫌いな面があり、最中に三河を軽んじられた時などは食って掛かっている。紫春のイマイチな発言で笑いが止まらなくなったりと笑いのツボが浅い。
元々は作者の安藤がエイプリルフールの企画として作成したキャラクターであり、単行本化の際にカバー裏のキャラクターとして採用された。
原口 鉄平（はらぐち てっぺい）
声 - 赤羽根健治
千葉県出身。1月11日生まれ。
コミックスカバー裏に登場する男子高生。第45話からは本編にも登場。穂種高校生徒会する鈴の後輩で語尾に「〜っす」と付けて喋る。名字の「原口」は作中に登場せず、設定として決められているのみ。
鈴を遊びに誘ったりと、鈴に対し気があるような場面がある。たびたび鈴に外出に誘われるが大体が生徒会の仕事のため、一喜一憂している。
界斗とは陸上部の関東大会で知り合って以来の友人で、田金高校の文化祭で再会を果たした。原作1話では界斗のSNSアカウントにリプライを送るシーンがあるが、（界斗と同様に）実際のTwitter上にアカウントが作成されている。
半島 渥子（なかしま あつこ）
コミックスカバー裏に登場する女子高生。9巻より登場。穂種高校生徒会書記。前述の知子の双子の姉。

### その他のキャラクター
以下の4名は原作とアニメ第2期最終話で日本の第三都市の座は名古屋だと豪語する最中の夢の中に現れ、それぞれ自分の街が日本の第三都市であると主張する。アニメ第3期最終話で現実の世界に現れ、アニメオリジナルキャラクターの福岡女子と共に「TGC5」（Third Greatest Cities 5）を結成し、サンビーチ日光川でのライブで観客とのラップバトルを持ち掛け、そこに名乗り出た最中とラップバトルを展開し、打ち負かされる。
原作最終巻にも、豊音がアニメから逆輸入されたことで、1コマだけ登場した。
札幌女子／岳室 愛（たけしつ まな）
声 - 五十嵐裕美
白い恋人のパッケージのようなマフラーと、五稜星のような星型の瞳孔をしている。北海道弁の訛りで喋る。
名前の由来は北海道弁で「それじゃあ」という意味の「したっけ」と、「すごい」という意味の「なまら」から。
神戸女子／荒込 透流（あらこみ とおる）
声 - 愛美
明石焼きのようなシニヨンに神戸ポートタワーと神戸海洋博物館のような髪留めをしている。神戸弁の訛りで喋る。
名前の由来は神戸弁で「生ゴミ」という意味の「あらこみ」と、「～してるの?」という意味の「～とお?」から。
仙台女子／火羽 夜美（かばね やみ）
声 - 佐藤聡美
伊達政宗の兜のようなおかっぱ頭をしていて、三日月の髪飾りと眼帯をしている。仙台弁の訛りで喋る。
名前の由来は仙台弁で「怠け者」という意味の「かばねやみ」から。
広島女子／淵 ちよる（ぶち）
声 - 成海瑠奈
広島東洋カープの応援グッズにもみじ饅頭のような髪型をしている。広島弁の訛りで喋る。
名前の由来は広島弁で「すごい」という意味の「ぶち」と、「している」という意味の「ちょる」から。
福岡女子／難橋 豊音（なんばし とよね）
声 - 田村ゆかり
アニメオリジナルキャラクター。第2期・第3期最終話に登場。キャラクターデザインは原作者の安藤による描き下ろし。第2期では上記4都市の女子から日本の第三都市の座を死守して喜ぶ最中の前に現れ、名古屋よりも勝っているものの例を挙げ、最中を翻弄していく。第3期では上記4都市の女子よりも激しい最中とのラップバトルを繰り広げた。
博多ラーメン風の髪型とどんぶりを模したヘッドフォンを着けていて、服装はセーラー服の上に博多どんたくの法被を着ている。博多弁の訛りで喋る。
原作の最終巻にも、アニメから逆輸入されて1コマだけ登場。
名前の由来は博多弁で「何をしているの」という意味の「なんばしよっとね」から。
味噌神（みそがみ）
声 - 梅津秀行
アニメオリジナルキャラクター。第2期で上記の福岡女子と最中の対決の場面に現れ、劣勢になる最中を奮い立たせる。
漫画の中で描かれる原作者の安藤の色を茶色にして、背中にしゃもじを差している。最中と同じく名古屋弁の訛りで喋る。
虎山 茶々（とらやま ちゃちゃ）
声 - 花橋星香
アニメ4期放送終了後の特番オリジナルキャラクター。ニュースキャスターとして最新情報（DVD発売・イベント告知）を伝える。
ツシマヤマネコのような模様が入った髪の毛とスーツがトレードマーク。長崎弁で喋る。

## コラボレーション
作中に実在の商品や企業名が出ることから、実際に作中に登場する地元企業の商品などとのコラボレーションも行われている。 
2023年2月時点でコラボした地元企業や自治体の数は合わせて約30件にも及び、その中でもPasco (敷島製パン)は同企業内で4回と最多。 
博多弁の女の子はかわいいと思いませんか？
単行本1巻発売時、『マンガクロス』（秋田書店）で連載されている『博多弁の女の子はかわいいと思いませんか？』（作：新島秋一）のキャラクター・博多乃どん子と最中のコラボレーションイラストが作成され、全国のゲーマーズで2作のどちらかを購入すると対象の作品部分のポストカードが特典として配布された。
同じく地方を題材とした方言を喋るヒロインが登場する4コマ作品であり、作者同士が以前から親交が深かったため出版社の垣根を越えて実現した。
松永製菓
アニメ化に伴い「しるこサンド」のコラボレーションパッケージの制作が発表され、2019年11月〜東海のお土産屋・パーキングエリアを中心に販売された。後に名古屋城、大須商店街、名古屋駅新幹線ホーム、刈谷ハイウェイオアシス、南知多ビーチランドなど愛知の主要観光スポットにて販売された。
2019年11月にはしるこサンドを持った八十亀最中のフィギュアが発売された。
TEAM SHACHI
2019年4月20日に行われた「TEAM SHACHI 1st TOUR」の東京公演においておおきい八十亀ちゃんがゲスト出演した。
2019年5月31日〜6月10日に渋谷マルイで行われた名古屋物産展にて、作者の安藤とTEAM SHACHIのトークショーが行われ、最中とTEAM SHACHIのイラストを使ったアクリルスタンドが販売された。
世界コスプレサミット
2019年8月に行われた世界コスプレサミットにおいて、オアシス21会場におおきい八十亀ちゃんが登場した。
また、それに際して発行された世界コスプレサミット仕様のドニチエコきっぷに世界コスプレサミットのキャラクターと八十亀とのコラボイラストが使用された。
名鉄百貨店
2019年8月にメンズ館のショーウィンドウに最中のイラストを用いたPOPが使用され、メンズ館の1階には本作品のキャラクターたちのパネルや広告などが展示される特設コーナーが設置された。
2019年8月9日には作者の安藤と元SKE48の古川愛李によるトークショーも行われ、おおきい八十亀ちゃんがゲスト出演した。
名古屋市営地下鉄
2019年8月、シビックプライドプロモーションの一環として名古屋市営地下鉄東山線・名城線における「名古屋だいすきトレイン」の車両内の中吊り・横枠・額面全ての広告を同作品のキャラクターたちが務めた。
名古屋グランパス
2019年8月24日の名古屋市瑞穂公園陸上競技場（パロマ瑞穂スタジアム）で行われた「人気シャチマスコット大集合」イベントにておおきい八十亀ちゃんが出演し、名古屋グランパスのマスコットであるグランパスくんとのコラボイラストも制作された。
単行本7巻特装版の表紙には名古屋グランパスのユニフォームを着た八十亀と共にグランパスくんが描かれた。本作品の単行本の表紙に作品外のキャラクターが描かれたのはこれが初である。
Pasco (敷島製パン)
　サンドロール
2019年9月1日〜9月30日の間、「小倉&ネオマーガリン」のコラボパッケージが販売され、2期テレビアニメにモブとして登場できる権利、おおきい八十亀ちゃんの召喚権、本コラボパッケージ仕様の小倉&ネオマーガリンの抱き枕などが当たるキャンペーンも行われた。
2019年12月23日〜2020年1月22日の間、第2弾として「小倉&ネオマーガリン」「ダブルメロン」「つぶピーナッツ」「銀チョコバニラ」のコラボパッケージが販売された。第2弾は反響が大きく、期間内にコラボシールが足りなくなり急遽「小倉&ネオマーガリン」「ダブルメロン」の2種類のみでキャンペーンを継続した。サンドロール自体が東海北陸と関東・関西の一部限定で販売されている商品であり、2回のコラボともこの地域で販売された。
　なごやん
2020年3月、八十亀らのイラストが使用された特別パッケージの作成が発表され、同年4月より愛知・岐阜・三重のTSUTAYA一部店舗とPascoのオンラインショップで1000個の数量限定で販売された。中には八十亀の顔の焼き印が入ったなごやんと、原作者の安藤によるオリジナル描き下ろし4コマが印刷されたしおりが同梱。
　コラボレーションパッケージパン
Pascoが販売する「小倉フレンチ」と「ホットケーキサンド」に描きおろしアニメイラストを用いたコラボレーションパッケージが2021年3月1日より発売された。ホットケーキサンドの小倉マーガリン味は本コラボのために作られた新フレーバーである。パッケージについているQRコードを読み取るとキャラクターたちと写真撮影を楽しめ、オリジナルグッズが当たるキャンペーンも行われた。サンドロール同様、東海北陸と関東・関西の一部限定で販売された。
セントラルパーク地下街
2019年9月、名古屋市栄のセントラルパーク内にて原作漫画およびアニメの原画・セントラルパーク描き下ろし4コマの特別展示や原作者の安藤によるサイン会も行われ、広報大使であるOS☆Uの香田メイが最中の姿に扮しセントラルパークを周った。また、セントラルパーク内にあるコメダ珈琲店にて原作コミックの展示やしるこサンドの配布が行われた。
NA☆GO☆YAダンストゥナイト
TVアニメ1期放送後に制作された八十亀最中（戸松遥）、只草舞衣（若井友希）、笹津やん菜（小松未可子）による本作品の盆踊り楽曲。コーラスを広報大使であるOS☆Uとdelaが担当している。
2019年8月30日〜9月1日に行われた「テレビ愛知10チャン縁日」にて初公開され、只草役の若井友希と元SKE48の矢方美紀によるトークショーも行われた。
7巻特装版のBlu-rayにフルバージョンとOS☆Uとdelaによる振り付け動画が収録された。
名古屋モーターショー
2019年11月21日〜24日にポートメッセなごやにて行われた名古屋モーターショーにおいて、本作品のラッピングカーが作成された。22日にはおおきい八十亀ちゃんとOS☆Uによるステージも行われた。
から揚げ専門店まる芳
2019年12月20日〜、名古屋市大須のから揚げ専門店「まる芳」において作中で最中が食べていた味噌から揚げを注文すると作品のコラボシールが貼られたカップで唐揚げが提供された。
るるぶ
2019年冬、『るるぶ』が発行するフリーペーパー『るるぶFREE名古屋』にて表紙を最中が飾り、最中・舞衣・やん菜のイラストと共に名古屋の名所や名物を誌内にて紹介するページが作成された。
一度死んでみた
広瀬すず主演映画『一度死んでみた』と名古屋市のコラボポスターに本作品が起用。名古屋市が『魅力のない街』１位に二回連続で選出されたことにちなみ「二度最下位になってみた」というキャッチフレーズの元ポスターが作成された。
シーホース三河
愛知県三河地区のプロバスケットチーム「シーホース三河」の契約マスコット「タツヲ」と本作品のコラボ限定デザインステッカーが作成され、ステッカーとタツヲの直筆サインも入れた単行本8巻がオンラインショップで販売された。
2022年3月、愛知県刈谷市で行われたシーホース三河VSサンロッカーズ渋谷戦の「マスコット祭」に大きい八十亀ちゃんが登場し、会場内ではイベントのために作成された本作品のオリジナルムービーが放送された。
プライムツリー赤池
2020年8月、愛知県日進市のショッピングモール「プライムツリー赤池」にて、本作品のポップアップストアとパネル展示が行われた。原作者の安藤による描きおろし漫画も制作され展示された。
名古屋市
　全域
2020年4月、新型コロナウイルスの流行を受けて原作者の安藤が本作品のキャラクターを用いて手洗いうがいやソーシャルディスタンスなどを促すイラストを作成した。依頼を受けてのものではなかったが安藤がイラストを自由に使っていい旨を明かしたところ、関係者の目に留まり愛知県内の各書店や飲食店などがイラストを店内に掲載、名古屋市役所内のポスターにも使用された。イラストに戸松遥が声を当てたテレビ愛知によるCMスポットも制作され、名古屋のTV番組配信アプリ「Locipo」内やテレビ愛知・TOKYO MXの5秒スポットで放送された。
2020年11月〜2021年3月の5か月間、Twitter上のプロモーション広告において、名古屋市の情報を発信する原作者描きおろしの4コマ漫画が掲載された。11月のテーマは「栄」、12月は「ふるさとチョイス」、2021年1月は「図書館」、2月は「アジア競技大会」、3月は「町内会・自治会」。
2023年5月～、上記と同じく名古屋市広報課のTwitter上のプロモーション広告において、名古屋市の情報を発信する原作者描きおろしの4コマ漫画が月に3本、1年間に渡って掲載される。5月のテーマは「なごや水フェスタ」・「不法投棄やポイ捨てをなくそう！」・「風水害に備えて」。なお、本作品のキャラクター以外にも須田亜香里・SKE48・TEAM SHACHI・BOYS AND MENなど名古屋を中心に活動するタレントを起用した4コマ漫画も制作された。
　熱田区
2020年11月24日〜、名古屋市熱田区内の10か所の寺院を巡って謎を解くとオリジナルグッズが貰える「熱田と謎解きタートルクエスト」が開催された。謎解きに全問正解でエコバッグ、それ以下はクリアファイルが貰えた。
　港区
2020年11月27日〜12月25日、名古屋市港区で行われたイルミネーションイベント「名古屋港 illumination 2020 〜Over the Rainbow〜」において、最中が応援キャラクターを務めポスターなどに起用された。
　ふるさと納税
2022年11月～、「八十亀ちゃんかんさつにっき４さつめ」のBlu-rayが名古屋市のふるさと納税の返礼品として選ばれた。
Tポイントカード
2021年1月10日〜本作品のキャラクターたちのイラストが使用された応援型Tカードが東海地区のTSUTAYAなどで発行できた。またクッションなどのオリジナルグッズも作られた。
ナイスメート
2021年1月〜中北薬品が発売するハンドクリーム「ナイスメート」が２本入ったオリジナル巾着袋セットが販売された。貼られているステッカーで応募すると抽選で抱き枕やクリアファイルなどのオリジナルグッズが当たった。
ヨシヅヤ
2021年3月、TVアニメ3期放送後にテレビ愛知限定で東海チェーンのスーパーマーケット「ヨシヅヤ」をおおきい八十亀ちゃんとヨシヅヤのマスコットキャラクターヨッタンが歩くコラボCMが放送された。なお、このCMが流れる回にはアニメ内の提供クレジットにヨシヅヤが掲載されている。期間内にはヨシヅヤ津島本店・名西店にておおきい八十亀ちゃんとの撮影会も実施された。
中部国際空港
2021年3月15日にテレビ愛知で放送された「セントレアから行く空の旅」にておおきい八十亀ちゃんが名古屋おもてなし武将隊の前田慶次と共に新しい生活様式の下での空の旅を紹介した。
メダリスト
2021年3月、月刊アフタヌーン(講談社)連載のフィギュアスケート漫画『メダリスト』（作：つるまいかだ）とのコラボ漫画が作成され、安藤作成の漫画がアフタヌーン・つるま作成の漫画がComicREXにそれぞれ掲載された。本コラボはお互いが作品のファンであったことと舞台が同じ名古屋であることで実現した。
名古屋おもてなし武将隊
2021年7月31日、名古屋城を拠点に活動する観光PR部隊である名古屋おもてなし武将隊のメンバー・前田慶次が主催する「前田慶次の歴史夏祭り」に原作者の安藤がゲスト出演した。イベントには安藤が描き下ろした前田慶次と最中のコラボイラストを使用したキービジュアルが作成され、本イラストを用いたグッズなども販売された。
コーミ
2021年7月〜、中部地区で圧倒的なソースシェアを誇るコーミの商品「コーミ焼きそばソース」とのコラボパッケージが販売された。それに伴い原作でもコーミソースを題材にした回が掲載された。
2022年8月～、コラボ第2弾として「デラックスこいくちソース」と「焼そばソース」2本セットの外装パッケージが最中仕様になった物が販売された。パッケージイラストは原作で使用されたイラストを本コラボのために原作者安藤自ら着彩した物が使用された。
玉越
2021年8月、テレビアニメ３期のスポンサーでもあった愛知県のパチンコチェーン「玉越」の公式Twitter上にて、原作者描きおろしのコラボ４コマが掲載された。
シキザクラ
2021年12月、中京テレビが中心となって制作されたナゴヤ発アニメ｢シキザクラ｣の最終話に、最中を中心とした写真部のキャラクター達がモブとしてカメオ出演した。局の垣根を超えたコラボレーションであり、対する｢八十亀ちゃんかんさつにっき3さつめ｣にも｢シキザクラ｣の主演声優らがガヤとして参加していた。
愛知県庁
愛知県が実施する公共職業訓練（ハロートレーニング）について本作品を用いたPR動画が作成されYouTube上に投稿された。本動画が好評だったことを受け、同年3月に名古屋駅前大型ビジョンNAGYにて屋外放送もされた。
ブラザー工業
2022年7月～、名古屋市に本社を置く電機メーカー「ブラザー工業」の展示施設「ブラザーミュージアム」にて、館内11カ所に設置されたQRコードをスマートフォンで読み込むと最中と界斗がブラザーの歴史や製品をAR動画で紹介してくれる「八十亀ちゃんかんさつにっき ARナビinブラザーミュージアム」を開催。動画ではアニメと同じキャスト陣がキャラクターを担当している。
マンガ展 名古屋
2022年8月～、名古屋市栄「オアシス21」内のマンガ・アニメを中心としたイベントコラボカフェスペース「マンガ展」にて本作品のコラボカフェが開催され、複製原画やパネルの展示・ご当地メニューの飲食・会場限定オリジナルグッズの購入などができた。
トーカン
2022年9月～、名古屋市に本社を置く食品メーカー「トーカン」より、描きおろしイラストが使用されたコラボパッケージの「鬼まんじゅうミックス」が発売された。
知ってる?知らない?愛知おやつ100菓
2022年9月4日にテレビ愛知で放送された愛知県の銘菓を紹介する番組「知ってる?知らない?愛知おやつ100菓」にて、VTRナレーションを八十亀最中(CV:戸松遥)が担当した。
四日市市
2022年9月～、三重県四日市市の「どうする四日市」プロモーションにおいて、名古屋市民の約半数が四日市市に興味を持っていないというアンケート結果を受けた本作品とのコラボ広告が作成され、名古屋駅・金山駅・栄駅といった名古屋の主要駅のデジタルサイネージに使用された。広告内のリンクに飛ぶと三重出身であるやん菜を中心とした本作品の描き下ろし4コマが掲載された特設サイトへ行ける。なお、愛知県外の地方自治体とのコラボは本件が初である。
2022年12月18日、名鉄百貨店内のTSUTAYA BOOKSTOREにて原作者と「1・2・3 四日市メガリージョン!!」のパーソナリティ・源石和輝と中村匡による『八十亀ちゃんと考える、どうする四日市』トークショーも行われた。
だもんで豊橋が好きって言っとるじゃん!
2023年9月10日、愛知県豊橋市を舞台とする４コマ漫画「だもんで豊橋が好きって言っとるじゃん！」の作者で自身も豊橋に在住する漫画家・佐野妙と、本作の原作者安藤とのトークショーが豊橋市内の書店で行われた。お互いの作品のキャラクターが描かれたイラストが作成され、来場者にコースターとして配られた。
でんきの科学館
2023年6月4日、作者の安藤がTwitter(現X)にて「でんきの科学館の『駄々をこねる子供を並べて電池の直列つなぎと並列つなぎを学べるCM』がいくら探してもネットに無い」という旨の内容をCMの登場人物を最中に置き換えたイラストとともに投稿し、話題となった。
同年8月29日、上記の投稿をきっかけに中部電力により公式YouTubeチャンネルにて3か月の期間限定でCMが公開されることとなり、その経緯がでんきの科学館内にパネルとして展示された。過去のCM再公開は権利の関係上非常に珍しい事態であると中部電力は綴った。
サンデードラゴンズ
2023年10月2日に発売された「サンデードラゴンズスペシャル サンドラ40周年ファンブック」にて、番組に関わりの深い40人の内の一人として原作者の安藤が最中と同番組のMCである若狭敬一アナのコラボイラストを寄稿した。
JR東海
2023年冬、中日新聞Webにて当作品を起用したPR広告「行ってみやぁ！飛騨路へ」が掲載されている。
岐阜出身の舞衣を中心とし、岐阜県飛騨・高山の魅力を描き下ろし漫画、AR動画、アニメキャストCVによる撮りおろし動画などが公開された。描き下ろし漫画はWEB掲載版と中日新聞掲載版で4コマ目の展開が異なる仕様となっている。
愛知県赤十字血液センター
2024年1月15日～、愛知県内の献血ルームで10～30代の献血協力者に対してミニしるこサンド、コーミ焼きそばソースお試しサイズ、本作品のオリジナルメッセージ動画が視聴できるバーコード付きのポストカードが配布された。
やくならマグカップも
20204年1月、岐阜県多治見市を舞台にするアニメ「やくならマグカップも」と本作品のコラボガチャガチャが販売された。
両作品に共通して出演する若井友希がCVを務める只草舞衣と成瀬直子がグッズ内でペアとなっている。

## 作中に登場する実在の物
作中には、愛知県および東海地方やその他の地方に実在する商品名や建物などが実名のまま登場する。そのほとんどをメーカー・企業の正式な許可を得ており、そのため単行本のあとがきにはスペシャルサンクスで「漫画に出すことを許可してくださった企業の皆様」という項目が設けられている。
また、TVアニメ版においても同様にメーカー・企業の許可を得ており、スタッフロールに「協力」として各企業名がクレジットされている。
「やとがMEMO」の中でだけ触れたものや名称が断定できないもの、大きく触れていないもの、過去に一度出たものについては割愛し、TVアニメ版においては原作には登場していなかったもののみ記載する。
第1巻
- メ〜テレ
- つけてみそかけてみそ
- 木曽三川
- 木曽三川公園
- カルチャービレッジ
- ツインアーチ138
- アクアワールド水郷パークセンター
- コメダ珈琲店
- 小倉&ネオマーガリン
- コメ兵
- 名古屋駅
- 飛翔
- モード学園スパイラルタワーズ
- 東京モード学園
- ナナちゃん人形
- 赤福餅
- 名古屋鉄道
- 名古屋高速
- 名古屋港
- ナゴヤドーム
- スガキヤ

第2巻
- 名古屋巻き
- ぐっさん家〜THE GOODSUN HOUSE〜（東海テレビ）
- しるこサンド
- おにぎりせんべい
- カニチップ
- ベビースターラーメン
- ヤングドーナツ
- クッピーラムネ
- しるこサンドの森 あん・びす・きゅい
- ピケ8
- アメヤ横丁
- 第一アメ横ビル
- 大須観音
- 大須商店街
- だし道楽
- 愛・地球博
- モリゾーとキッコロ
- 萬松寺
- 君の名は。
- 聲の形
- 電波女と青春男
- うさぎドロップ
- レクバレー
- タスポニー
- おかげ庵

第3巻
- motto☆派手にね!（戸松遥）
- 兄弟船（鳥羽一郎）
- トリセツ（西野カナ）
- 恋（星野源）
- 中日ドラゴンズ
- 燃えよドラゴンズ!（水木一郎）
- 東京都歌
- 岐阜県民の歌
- 三重県民歌
- われらが愛知
- 柳ヶ瀬ブルース（美川憲一）
- 桔梗が丘（平井堅）
- 名古屋はええよ!やっとかめ（つボイノリオ）
- 献立いろいろみそ
- 織田信長公像
- 夫婦岩
- 名古屋城
- 犬山城
- 名古屋市営地下鉄
- 市役所駅
- 江戸城
- 名古屋おもてなし武将隊
- 黄金鯱伝説グランスピアー
- 本町橋
- エビザベス
- だなも
- はち丸
- かなえっち
- 名古屋襟
- 中学生日記
- うながっぱ
- 関西襟
- 三重県立四日市商業高等学校
- リカちゃん人形

第4巻
- ジュンヒットチョコ
- あずきバー
- 赤福氷
- クッピーラムネアイス
- 日本刀アイス
- 口裂け女
- 紙舞
- 尾張の踊り猫
- ジャンピングばばあ
- ローリングじじい
- ホッピングじじい
- 入鹿池
- ターボじじい
- 四日市祭
- 平和公園 (名古屋市)
- 岐阜柳ヶ瀬・恐怖の夏祭り
- こにゅうどうくん
- ゲンキ!みえ!〜生き活きリポート〜
- アニメイト
- ソーセージおじさん
- 富士山
- 富士見台（名古屋市千種区）
- 静岡茶
- 御殿場高原あらびきポーク
- うなぎパイ
- 楽市楽座
- 小牧・長久手の戦い
- バテレン追放令
- 三英傑
- 岐阜新聞テスト
- 鈴鹿英数学院
- すっぽんパイ
- うなぎパイV.S.O.P.
- 名古屋港水族館
- アクア・トトぎふ
- 鳥羽水族館
- 伊豆・三津シーパラダイス
- カイオー
- 海の日名古屋みなと祭
- 名古屋港シートレインランド
- アイスキャンデー（551蓬莱）
- アイスキャンデー（北極）
- 海遊館
- まけんグミ
- 岡崎城
- 西尾城
- 吉田城 (三河国)
- 竹島水族館
- 碧南海浜水族館
- ぎょぎょランド

第5巻
- みそ煮込みうどん（寿がきや）
- 山本屋総本家
- 山本屋本店
- 名古屋飛ばし
- 岐阜放送
- 福岡ソフトバンクホークス
- アビスパ福岡
- SKE48
- TEAM SHACHI
- OS☆U
- dela
- アイドル教室
- さくらシンデレラ
- 金星☆ジュリエッタ
- BOYS AND MEN
- MAG!C☆PRINCE
- 萬古焼
- アサヒドーカメラ
- スクールランチ
- ミルメーク
- 名古屋風手巻き
- 鶏ちゃん焼き
- ちゃちゃもランチ
- さくらごはん
- サンビーチ日光川
- ひらかたパーク
- たません
- たこせん
- 日光川
- 遠州灘
- 長良川
- 多摩センター駅
- 富士宮焼きそば

第6巻
- オアシス21
- 世界コスプレサミット
- ぶんぐりころころ
- かんなぎ
- 政宗くんのリベンジ
- ニジとクロ（武梨えり）
- アニメイト名古屋パルコ
- ドニチエコきっぷ
- 名古屋テレビ塔
- サンシャインサカエ
- 100m道路
- かすうどん
- ころうどん
- ころきしめん
- 冷しラーメン（スガキヤ）
- 伊勢うどん
- 名古屋城夏まつり
- ホテルナゴヤキャッスル
- 有松絞り
- 金シャチ横丁
- 探偵!ナイトスクープ
- 近藤産興
- 鬼泣かせ
- 台湾まぜきしめん
- すき鍋ドッグ
- ダンシングヒーロー（荻野目洋子）
- ガッツ!!（KAME&L.N.K）
- 濃尾大花火
- 郡上おどり
- 石取祭
- 鶴舞中央図書館
- 鶴舞駅
- 鶴舞公園
- 鶴舞町
- 中日新聞
- つるのめぐみ
- 夏休みの友（夏の生活）
- カド・ ケド
- メロンソーダ（コメダ珈琲）
- 町田市
- みなとみらい
- 静岡割
- 手筒花火
- ヤマサちくわ

第7巻
- 朔日餅
- 鳩サブレー
- トヨタ自動車
- 日産自動車
- 舞浜駅
- 東京ドイツ村
- 名古屋外国語大学
- 名古屋経済大学
- 名古屋産業大学
- 名古屋アンパンマンこどもミュージアム&パーク
- 草加せんべい
- 白川郷
- 熊野古道
- 伊勢神宮
- 鈴鹿サーキット
- 下呂温泉
- 鮎菓子(若鮎)
- 安永餅
- 十万石まんじゅう
- ともいきの国 伊勢忍者キングダム
- 鬼まんじゅう
- 栗金飩
- きんこ芋
- 手羽先唐揚げ
- 手羽シャキポーズ
- 風来坊
- 世界の山ちゃん
- 大坪健庫
- 横浜駅
- かめみちゃん
- ナガシマスパーランド
- 富士山すべり台（プレイマウント）
- 清水エスパルス
- ジュビロ磐田
- 藤枝MYFC
- アスルクラロ沼津
- ヴィアティン三重
- FC岐阜
- 名古屋グランパスエイト
- グランパスくん
- パロマ瑞穂スタジアム
- 豊田スタジアム
- パルちゃん
- 忠犬ハチ公像
- モヤイ像
- 三河安城駅
- あんまき
- あん巻き太郎
- ちりゅっぴ

第8巻
- お月見泥棒
- ういろう
- すあま
- へそ餅
- なのはな体操
- 高校生体操
- 峠の国盗り綱引き合戦
- フジパン
  - 銀チョコW
  - 本仕込
  - スナックサンド
- Pasco
  - 銀チョコロール
  - 超熟
  - サンドロール
    - ダブルメロン
    - ダブルバナナ
    - ダブル十勝ミルク
    - チョコレート
    - つぶピーナッツ
    - 銀チョコバニラ
- 第10戦車大隊
- スズキ
- ヤマハ
- のっぽパン（バンデロール）
- 春日井製菓
  - グリーン豆
  - うすピー
  - ミルクの国
- 金玉落としの谷
- にっぽんど真ん中祭り
- 北条氏康
- 24時間テレビ 「愛は地球を救う」
- 日本まん真ん中センター
- 日本まんなか共和国
- 矢場とん
  - 横綱ぶた
  - 大須のぶーちゃん
  - わらじかつ定食
  - レストランわらじや
- 矢場町
- JOYJOY
- ジャパンレンタカー
- ぎゅーとら
- 味ご飯
- コケコッコー共和国
- バロー
- ナフコ
- ヨシヅヤ
- アオキスーパー
- フィール
- アピタ
- ユニー#ピアゴ
- カネスエ
- ヤマナカ
- 六本木ヒルズ
- 高輪ゲートウェイ駅
- 総合リハビリセンター駅
- 蒲郡市
- 蒲郡みかん
- シーホース三河
- タツヲ
- シーホースくん

第9巻
- 小田原城NINJA館
- スマックゴールド
- 川越いも
- フーセンガム（丸川製菓）
- こざくら餅（明光製菓）
- 名古屋撃ち
- 美河フランク
- もちもち君（富士製菓）
- フルーツの森（共親製菓）
- 蒲郡競艇場
- 豊田市
- レクサス
- 天才クイズ
- どんどん
- 芋川うどん
- トヨタカレンダー
- 名古屋風お好み焼き
- 天下一品
- 豊国神社
- たけの子パン（ヤマトパン）
- サメ釣り (屋台)
- さくら棒
- SUPERカニチップ濃口
- といろちゃん
- あんず飴
- 京急2100形
- 東京メトロ
- 睡蓮花（湘南乃風）
- One Night Carnival（氣志團）
- Choo Choo TRAIN（EXILE）
- JOYSOUND
- 鉄道カラオケ
- 恵那峡ワンダーランド
- 関ヶ原メナードランド
- 日本モンキーパーク
- 硬筆用紙
- 恋路ヶ浜

第10巻
- Kウィンナー
- 御嶽山
- 魔王岳
- 栄村役場
- 野口五郎岳
- 夏焼城ヶ山
- 釈迦ヶ岳
- 東山動植物園
  - ヒナタ(コツメカワウソ)
  - シャバーニ(ニシローランドゴリラ)
  - ケイジ(フクロテナガザル)
  - ネオ(スマトラオランウータン)
  - シャバーニアイス
  - ズーボ
  - 自然動物館
  - きらら号
  - ラブチャレンジ号
- 世界のメダカ館
  - 名古屋メダカ
  - 宇宙メダカ
  - ドピンドピンメダカ
- 鳥山明
- 江戸川乱歩
- スーパーカミオカンデ
- 東山スカイタワー
  - 恋の羅針盤
  - 上池竜の忘れ水
- 名古屋走り
- さるぼぼ
- 松本走り
- いけず石
- 平針自動車試験場
- 東三河運転免許センター
- UFO信号機
- セントラルパーク地下街
- なごやん
- プライムツリー赤池
- 久屋大通パーク
- 犬猫サポート寄付金
- 名古屋市図書館
- アジア競技大会
- 紀州梅
- 津駅
- 和歌山駅
- のんほいパーク
  - のんほいサーキット
- ほの国こどもパスポート

第11巻
- 青柳総本家
  - 青柳ういろうひとくち
  - きしめんパイ
  - カエルまんじゅう
  - あんみつ氷
- 大須ういろ
  - ないろ
  - ういろバー
  - ういろモナカ
- 雀おどり總本店
  - 芋ういろ
- 餅文總本店
  - わらびういろ
- 虎屋ういろ
- パンパカパンツ
- 相白味噌
- 即席赤だし(イチビキ)
- 名披露目
- 嫁入りトラック
- 嫁入りタクシー
- 菓子撒き
- かとう製菓
  - ポテトスナック
  - ポテトスナック 世界の山ちゃん幻の手羽先味
- ヤングドーナツ チョコ味
- ４連おにぎりせんべい
- ポテトフライ(東豊製菓)
- ビッグドーナツ(宮田製菓)
- プロガード用洗剤(LIXIL)
- INAX
- LIXILセラムビル
- 中部国際空港
- 南セントレア市
- えびせんべいの里
- メガソーラーたけとよ
- 知多娘。
- つぶて浦
- 常滑りんくうビーチ
- コーミ
  - コーミこいくちソース
  - みそかつのたれ
  - 味仙 手羽先煮のたれ
  - 四日市とんてきのたれ
  - 富士宮風やきそばソース
  - 駒ヶ根ソースかつ丼のたれ
  - ぎふとあいちのトマトジュース
- カゴメ
  - 醸熟ソースこいくち
- カゴメ野菜生活ファーム
- トマせんやきそば
- 名古屋スポーツセンター

第12巻
- 一宮高等学校
- 尾張一宮駅
- いちみん
- 愛知小型エレベーター製造
- いちか(コナミアミューズメント)
- 白鳥庭園
- 丸栄
- 松坂屋
- 三越
- 名鉄百貨店
- ジェイアール名古屋タカシマヤ
- 質ウエダ
- まねだ聖子
- 月刊Simple
- KELLY(ゲイン)
- 流行発信
  - Cheek
  - 東海スパイガール
  - ナゴヤガール
- フォトスタジオタートル
- 八事日赤駅
- 喫茶マウンテン
  - 甘口抹茶小倉スパ
  - 甘口イチゴスパ
  - 和風スパ
  - あつげしょう(大)
  - ピカンテピラフ
  - 赤いワンピース
  - マエストロ
  - スパイス合衆国
  - ナマズ煮込みスパ
  - ロバライス
  - 登頂カード
- 味噌おでん
- 黒はんぺん
- ちくわぶ
- 赤棒
- 角麩
- ひきずり
- 若あゆ日記
- 白文帳
- 新美南吉
  - ごん狐
  - 新美南吉記念館
- ヤマサちくわ
  - 広小路でんでん
  - おでんの会
  - 開運冬至おでん
- キリマルラーメン
- ポンポコラーメン

第13巻
- ミッキー池ポチャ事件
- 名古屋駅
  - きしめん住よし
  - グル麺
  - 麺亭かきつばた
  - 憩(飲食店)
- ゆかり
- 千なり
- 下剋上鮎
- へこきまんじゅう
- こっこ
- 富士山
- 東京駅
  - 銀の鈴
  - 動輪の広場
  - 丸の内
- 雷門
- 国会議事堂
- 上野動物園
- パンダ橋
- 名古屋市中津川野外教育センター
- アメヤ横丁
- スジャータめいらくグループ
  - シンカンセンスゴイカタイアイス
- ヤットコ(遊具)
- 池袋
- 品川駅
- 千駄ケ谷駅
- 活命茶
- ローヤルトップ
- 盛田金しゃちビール
  - 金しゃちビール
  - 金しゃち名古屋赤味噌ラガー
- 国立国会図書館
- 渋谷
- 皇居
- アオキーズ・ピザ
  - テリヤキチキン
  - ポテトスペシャル
  - しゃちピザ大名古屋スペシャル
  - しるこサンドピザ
  - おにぎりせんべい風包み焼きピザ
  - 血まみれゾンビーノ
  - ミラカンフォンデュピザ
  - 全力!ソーセージピザ
- あつた蓬莱軒
- 熱田神宮
- 草薙剣
- 伊勢神宮
- 八咫鏡
- 熱田神宮会館
- 宮きしめん
- 名古屋弁かるた
- 年越しパチンコオールナイト営業
- 中日ドラゴンズ
  - 昇竜 -いざゆけ ドラゴンズ-
  - 岡林勇希
  - スティーブン・モヤ
  - ドアラ
  - シャオロン
  - パオロン
  - チャンステーマ２(中日ドラゴンズ)
  - 燃えよドラゴンズ!
- バンテリンドームナゴヤ
- 長良川球場
- イオンモールナゴヤドーム前
- オカザえもん

TVアニメ第1期
- 大名古屋ビルヂング（第1話）
- ヨシヅヤ（第6話）
- メイチカ（第11話）
- ジャパンレンタカー（第12話）

TVアニメ第2期
- ハリーホーク（第6話）
- アビー（第6話）
- NAGOYA BLUES（BOYS AND MEN）（第7話）
- 祭nine.（第7話）
- Endless Sky（BOYS AND MEN）（第7話）
- 浜松城（第8話）
- 駿府城（第8話）
- 掛川城（第8話）
- 抹茶ジェラート（ななや）（第10話）

## 書誌情報
- 安藤正基 『八十亀ちゃんかんさつにっき』一迅社〈REXコミックス〉、全13巻
  1. 2016年12月5日発行（2016年11月26日発売[5][書 1]）、ISBN 978-4-7580-6632-7
  2. 2017年5月27日発売[書 2]、ISBN 978-4-7580-6662-4
  3. 2017年11月27日発売[書 3]、ISBN 978-4-7580-6696-9
  4. 2018年5月26日発売[書 4]、ISBN 978-4-7580-6732-4
    - 特装版 同日発売[書 5]、ISBN 978-4-7580-6733-1

  5. 2018年11月27日発売[書 6]、ISBN 978-4-7580-6772-0
    - 特装版 同日発売[書 7]、ISBN 978-4-7580-6773-7

  6. 2019年5月27日発売[書 8]、ISBN 978-4-7580-6805-5
    - 特装版 同日発売[書 9]、ISBN 978-4-7580-6806-2

  7. 2019年11月27日発売[書 10]、ISBN 978-4-7580-6826-0
    - 特装版 同日発売[書 11]、ISBN 978-4-7580-6827-7

  8. 2020年3月27日発売[書 12]、ISBN 978-4-7580-6853-6
    - 特装版 同日発売[書 13]、ISBN 978-4-7580-6854-3

  9. 2020年10月27日発売[書 14]、ISBN 978-4-7580-6888-8
    - 特装版 同日発売[書 15]、ISBN 978-4-7580-6889-5

  10. 2021年5月27日発売[書 16]、ISBN 978-4-7580-6909-0
    - 特装版 同日発売[書 17]、ISBN 978-4-7580-6910-6

  11. 2021年11月26日発売[書 18]、ISBN 978-4-7580-6948-9
  12. 2022年4月27日発売[書 19]、ISBN 978-4-7580-6975-5
  13. 2022年12月27日発売[書 20]、ISBN 978-4-7580-8391-1

## テレビアニメ
第1期は2019年4月から6月までテレビ愛知・TOKYO MXほかにて放送された。第2期『八十亀ちゃんかんさつにっき 2さつめ』は第1期終了後に製作が発表され、翌2020年1月から3月まで第1期と同じ放送局にて放送された。第3期『八十亀ちゃんかんさつにっき 3さつめ』は2021年1月から3月まで放送された。放送局はTOKYO MXに代わってBS11が入る。第4期『八十亀ちゃんかんさつにっき 4さつめ』は2022年4月から6月まで第3期と同じ放送局にて放送された。
ほぼ全てのメインキャラクターがそのキャラクターと出身県が同じ声優が声を担当する。陣界斗役の市来光弘はキャラとは異なり鹿児島出身だが、育ちは東京である。キャスト・スタッフ（個人）のクレジットには、出身地が併記されている。
プロモーションとして、愛知県を中心に活動するアイドルグループTEAM SHACHI、OS☆U、delaが広報大使として活動。
第1期・第2期では、終了後に毎回様々な東海圏の企業によるローカルCMが放送されたが、これはテレビ愛知だけでなく本来CM対象地域外であるTOKYO MX（本放送のみ）でも同じ物が放送された。第3期は全国放送のBS11のみ東海圏の企業によるローカルCMを放送し、テレビ愛知は別CM構成となっている。これに合わせる形で同CM枠で放送される一迅社のCMでも、社名ロゴの表示の際にそのローカルCMにちなんだキャッチコピーが表示される。
毎話本編開始前に「作品内の発言はあくまでも各キャラの主観に基づくものであり事実とは異なる場合がある」という旨のおことわり文章が表示され、各キャラクターによる掛け合いや名古屋に所縁のあるゲストが内容を読み上げている。尺の都合で文言が省略されたり場合によっては別の言葉に置き換えられているほか、全く関係ないやり取りが繰り広げられる回もあり、それに対して界斗のツッコミが入る形式になっている（第1期8話は繁華が、第2期11話は最中が例外的にリアクションをしている）。第3期以降はナレーションも務めている梅津秀行が1話で読み上げるのみで、2話以降は読み上げはない。

### スタッフ
|                               | 第1期                              | 第2期                      | 第3期                                  | 第4期                                  |
| ----------------------------- | ---------------------------------- | -------------------------- | -------------------------------------- | -------------------------------------- |
| 原作                          | 安藤正基                           | 安藤正基                   | 安藤正基                               | 安藤正基                               |
| 総監督 音響監督               | ひらさわひさよし                   | ひらさわひさよし           | ひらさわひさよし                       | ひらさわひさよし                       |
| シリーズ構成                  | WORDS in STEREO                    | WORDS in STEREO            | WORDS in STEREO                        | WORDS in STEREO                        |
| 脚本                          | WORDS in STEREO                    | -                          | WORDS in STEREO                        | WORDS in STEREO                        |
| 脚本                          | 八木崇夫（第1期第4話 - 第2期）     |                            | WORDS in STEREO                        | WORDS in STEREO                        |
| キャラクターデザイン          | 早坂皐月                           | 早坂皐月                   | 早坂皐月                               | 早坂皐月                               |
| 美術監督                      | 河上均                             | 河上均                     | マメ                                   | マメ                                   |
| 美術設定                      | マメ                               | マメ                       | マメ                                   | マメ                                   |
| 美術設定                      | 麻田夏樹                           | 麻田夏樹                   | -                                      | 宮内晴成                               |
| 美術設定                      | 河上均                             |                            |                                        | 宮内晴成                               |
| 色彩設計                      | 小山知子                           | 小山知子                   | 小山知子                               | 林亜美                                 |
| 撮影監督                      | 林幸司                             | 林幸司                     | 林幸司                                 | 堀奈都美                               |
| 編集                          | 櫻井崇                             | 上野勇輔                   |                                        | 岡祐司                                 |
| 音楽                          | 阿部隆大                           | 阿部隆大                   | 阿部隆大                               | 阿部隆大                               |
| 音楽制作                      | -                                  | -                          | -                                      | LEVELS                                 |
| 統括プロデューサー            | 関家一樹                           | 関家一樹                   | 斎藤健志                               | 斎藤健志                               |
| プロデューサー                | 佐々木公成                         | 佐々木公成                 | 佐々木公成                             | 佐々木公成                             |
| プロデューサー                | 神宮司剛史                         | 神宮司剛史                 | 神宮司剛史                             | -                                      |
| プロデューサー                | 足立泰宏、梅本美幸、内山光、松本晃 | 下里悟                     | 下里悟                                 | -                                      |
| プロデューサー                | 斎藤健志、齋藤宙央、猪狩学         | 斎藤健志、齋藤宙央、猪狩学 | 関家一樹、大和田智之、飯塚彩、中東豊和 | 関家一樹、大和田智之、飯塚彩、中東豊和 |
| プロデューサー                | -                                  | -                          | 土岐龍馬                               | -                                      |
| アニメーション プロデューサー | 阿部真郎                           | 阿部真郎                   | -                                      | -                                      |
| アニメーション プロデューサー | -                                  | 藤川仁志                   | 藤川仁志                               | 藤川仁志                               |
| アニメーション制作            | サエッタ                           | サエッタ                   | サエッタ                               | サエッタ                               |
| アニメーション 制作協力       | LEVELS                             | LEVELS                     | LEVELS                                 | ハヤブサフィルム 麦冬映画（中国）      |
| アニメーション 制作協力       | Creators in Pack                   | Creators in Pack           | -                                      | ハヤブサフィルム 麦冬映画（中国）      |
| 製作                          | 八十亀ちゃん製作委員会             | 八十亀ちゃん2製作委員会    | 八十亀ちゃん3製作委員会                | 愛知県立田金高校                       |

### 主題歌
「DELUXE DELUXE HAPPY」
戸松遥が歌う第1期の主題歌。作詞は安藤正基、担当アダチ、作曲は田村歩美、編曲は古川貴浩。第12話の再放送では戸松が八十亀最中として歌唱した。
「燃えよドラゴンズ! 球場合唱編」
第1期第12話の本放送で使用された八十亀最中（戸松遥）によるエンディングテーマ。作詞・作曲は山本正之、編曲は藤原いくろう。
「イマジナリー・ラブ」
+α/あるふぁきゅん。による第2期の主題歌。作詞・作曲は志倉千代丸、編曲は悠木真一。
「ぼんち可愛いや」（博多どんたく）
チームどんたく（あか絵、ケロッケ、増田とも子、福冨莉袈）による第2期第12話の挿入歌。
「雑草魂なめんなよ！」
Taikiによる第3期の主題歌。作詞・作曲は成本智美、編曲は賀佐泰洋。
「ENJOY☆NAGOYA☆PERFECT☆LIFE」
逢瀬アキラによる第4期の主題歌。作詞・作曲は逢瀬アキラ。

### 各話リスト
| 話数   | サブタイトル                        | 絵コンテ       | 演出              | 作画監督                                                            | 総作画監督            | 初放送日       |       |       |       |       |       |       |       |       |       |       |       |       |       |       |       |       |       |       |
| 第1期  | 第1期                               | 第1期          | 第1期             | 第1期                                                               | 第1期                 | 第1期          | 第1期 | 第1期 | 第1期 | 第1期 | 第1期 | 第1期 | 第1期 | 第1期 | 第1期 | 第1期 | 第1期 | 第1期 | 第1期 | 第1期 | 第1期 | 第1期 | 第1期 | 第1期 |
| ------ | ----------------------------------- | -------------- | ----------------- | ------------------------------------------------------------------- | --------------------- | -------------- | ----- | ----- | ----- | ----- | ----- | ----- | ----- | ----- | ----- | ----- | ----- | ----- | ----- | ----- | ----- | ----- | ----- | ----- |
| 第1話  | はじまり                            | 藤崎有         | オータカイチロー  | 鶴田愛                                                              | 早坂皐月              | 2019年 4月4日  |       |       |       |       |       |       |       |       |       |       |       |       |       |       |       |       |       |       |
| 第2話  | トーキョーもん                      | 藤崎有         | 多田野緋兎        | 鶴田愛                                                              | 早坂皐月              | 4月11日        |       |       |       |       |       |       |       |       |       |       |       |       |       |       |       |       |       |       |
| 第3話  | 認めにゃあ                          | 藤崎有         | 北村英治          | 鶴田愛                                                              | 早坂皐月              | 4月18日        |       |       |       |       |       |       |       |       |       |       |       |       |       |       |       |       |       |       |
| 第4話  | 撮れてにゃあ                        | 藤崎有         | おゆなむ          | 鶴田愛                                                              | 早坂皐月 なつのはむと | 4月25日        |       |       |       |       |       |       |       |       |       |       |       |       |       |       |       |       |       |       |
| 第5話  | 教えにゃあ                          | 義府研次       | 東亮佑            | 鶴田愛                                                              | 早坂皐月              | 5月2日         |       |       |       |       |       |       |       |       |       |       |       |       |       |       |       |       |       |       |
| 第6話  | スガキヤいこみゃあ                  | 義府研次       | オータカイチロー  | 阿部可奈子 なつのはむと                                             | 早坂皐月              | 5月9日         |       |       |       |       |       |       |       |       |       |       |       |       |       |       |       |       |       |       |
| 第7話  | そっちじゃにゃあ                    | 藤崎有         | 多田野緋兎        | 王悦春                                                              | 早坂皐月              | 5月16日        |       |       |       |       |       |       |       |       |       |       |       |       |       |       |       |       |       |       |
| 第8話  | アキバじゃにゃあ                    | 久保太郎       | 久保太郎          | 鶴田愛                                                              | 早坂皐月              | 5月23日        |       |       |       |       |       |       |       |       |       |       |       |       |       |       |       |       |       |       |
| 第9話  | 関係にゃあ                          | 久保太郎       | 久保太郎          | 王悦春 なつのはむと                                                 | 早坂皐月              | 5月30日        |       |       |       |       |       |       |       |       |       |       |       |       |       |       |       |       |       |       |
| 第10話 | かけるしかにゃあ                    | みうらさぶろう | 赤井倍人          | 王悦春 鶴田愛 なつのはむと                                          | 早坂皐月              | 6月6日         |       |       |       |       |       |       |       |       |       |       |       |       |       |       |       |       |       |       |
| 第11話 | 涼しくにゃあ                        | 岡本鮴         | おゆなむ          | 鶴田愛                                                              | 早坂皐月              | 6月13日        |       |       |       |       |       |       |       |       |       |       |       |       |       |       |       |       |       |       |
| 第12話 | また会おみゃあ                      | 皆宮歌         | 多田野緋兎        | 王悦春                                                              | 早坂皐月              | 6月20日        |       |       |       |       |       |       |       |       |       |       |       |       |       |       |       |       |       |       |
| 特別編 | 八十亀ちゃんかんさつにっきNEWS      | -              | -                 | -                                                                   | -                     | 6月27日        |       |       |       |       |       |       |       |       |       |       |       |       |       |       |       |       |       |       |
| 第2期  |                                     |                |                   |                                                                     |                       |                |       |       |       |       |       |       |       |       |       |       |       |       |       |       |       |       |       |       |
| 特別編 | 直前スペシャル                      | -              | -                 | -                                                                   | -                     | 12月25日       |       |       |       |       |       |       |       |       |       |       |       |       |       |       |       |       |       |       |
| 第1話  | また会えたでよ                      | みうらさぶろう | 東亮佑            | 鶴田愛                                                              | 早坂皐月              | 2020年 1月5日  |       |       |       |       |       |       |       |       |       |       |       |       |       |       |       |       |       |       |
| 第2話  | 怖くにゃあ                          | 通2            | 北村淳一          | 鶴田愛                                                              | 早坂皐月              | 1月12日        |       |       |       |       |       |       |       |       |       |       |       |       |       |       |       |       |       |       |
| 第3話  | しょぼくにゃあ                      | 通2            | 王悦春            | 王悦春 余彦祖                                                       | 早坂皐月              | 1月19日        |       |       |       |       |       |       |       |       |       |       |       |       |       |       |       |       |       |       |
| 第4話  | ハブいてにゃあ                      | 通2            | 東亮佑            | 畠山佳苗                                                            | 早坂皐月              | 1月26日        |       |       |       |       |       |       |       |       |       |       |       |       |       |       |       |       |       |       |
| 第5話  | 主食じゃにゃあ                      | 通2            | おゆなむ 貴田祐太 | 鶴田愛                                                              | 早坂皐月              | 2月2日         |       |       |       |       |       |       |       |       |       |       |       |       |       |       |       |       |       |       |
| 第6話  | 譲れにゃあ                          | みうらさぶろう | 王悦春            | 王悦春 章魚                                                         | 早坂皐月              | 2月9日         |       |       |       |       |       |       |       |       |       |       |       |       |       |       |       |       |       |       |
| 第7話  | 飛ばさにゃあ                        | みうらさぶろう | 東亮佑            | 野道佳代                                                            | 早坂皐月              | 2月16日        |       |       |       |       |       |       |       |       |       |       |       |       |       |       |       |       |       |       |
| 第8話  | ビルじゃにゃあ                      | みうらさぶろう | おゆなむ 貴田祐太 | 鶴田愛                                                              | 早坂皐月              | 2月23日        |       |       |       |       |       |       |       |       |       |       |       |       |       |       |       |       |       |       |
| 第9話  | 変じゃにゃあ                        | 通2            | おゆなむ          | 鶴田愛                                                              | 早坂皐月              | 3月1日         |       |       |       |       |       |       |       |       |       |       |       |       |       |       |       |       |       |       |
| 第10話 | うすくにゃあ                        | 通2            | 貴田祐太          | 王悦春 山根あおい 辻司 LAZZ 眠太 藤井駿平 紺野みすみ                | 早坂皐月              | 3月8日         |       |       |       |       |       |       |       |       |       |       |       |       |       |       |       |       |       |       |
| 第11話 | けらいじゃにゃあ                    | 通2            | 北村淳一          | 畠山佳苗 野道佳代                                                   | 早坂皐月              | 3月15日        |       |       |       |       |       |       |       |       |       |       |       |       |       |       |       |       |       |       |
| 第12話 | 第3じゃにゃあ                       | 通2            | 東亮佑            | 辻司 山根あおい LAZZ 眠太 平山友理 佐藤大輔                         | 早坂皐月              | 3月22日        |       |       |       |       |       |       |       |       |       |       |       |       |       |       |       |       |       |       |
| 第3期  |                                     |                |                   |                                                                     |                       |                |       |       |       |       |       |       |       |       |       |       |       |       |       |       |       |       |       |       |
| 第1話  | またまた会えたでよ                  | 東亮佑         | 東亮佑            | 鶴田愛 辻司 山根あおい 平山友理 浅井沼 紺野みすみ 江尻隆秀 佐藤大輔 | 早坂皐月              | 2021年 1月10日 |       |       |       |       |       |       |       |       |       |       |       |       |       |       |       |       |       |       |
| 第2話  | バカじゃにゃあ                      | 東亮佑         | 東亮佑            | 鶴田愛 山根あおい 平山友理 浅井沼 紺野みすみ 江尻隆秀 佐藤大輔      | 早坂皐月              | 1月17日        |       |       |       |       |       |       |       |       |       |       |       |       |       |       |       |       |       |       |
| 第3話  | 鍛えにゃあ                          | 東亮佑         | 王悦春            | 王悦春 周婧 余彦祖                                                  | 早坂皐月              | 1月24日        |       |       |       |       |       |       |       |       |       |       |       |       |       |       |       |       |       |       |
| 第4話  | 一人じゃにゃあ                      | 東亮佑         | 王悦春            | 王悦春 HATORI 章鱼                                                  | 早坂皐月              | 1月31日        |       |       |       |       |       |       |       |       |       |       |       |       |       |       |       |       |       |       |
| 第5話  | ナゴヤーじゃにゃあ                  | 東亮佑         | 久保太郎          | 辻司 山根あおい 平山友理 浅井沼 紺野みすみ 江尻隆秀 佐藤大輔        | 早坂皐月              | 2月7日         |       |       |       |       |       |       |       |       |       |       |       |       |       |       |       |       |       |       |
| 第6話  | 仲間じゃにゃあ                      | 東亮佑         | 久保太郎          | 山根あおい 平山友理 浅井沼 紺野みすみ 江尻隆秀 佐藤大輔             | 早坂皐月              | 2月14日        |       |       |       |       |       |       |       |       |       |       |       |       |       |       |       |       |       |       |
| 第7話  | 物足りにゃあ                        | 日下雄一朗     | 武本大樹          | 山根あおい 平山友理 浅井沼 紺野みすみ 江尻隆秀 佐藤大輔             | 早坂皐月              | 2月21日        |       |       |       |       |       |       |       |       |       |       |       |       |       |       |       |       |       |       |
| 第8話  | カップルじゃにゃあ                  | 東亮佑         | 王悦春            | HATORI 范怡珣 章鱼                                                  | 早坂皐月              | 2月28日        |       |       |       |       |       |       |       |       |       |       |       |       |       |       |       |       |       |       |
| 第9話  | ムリはしにゃあ                      | 東亮佑         | 王悦春            | 王悦春 RINO 刘陈轩                                                  | 早坂皐月              | 3月7日         |       |       |       |       |       |       |       |       |       |       |       |       |       |       |       |       |       |       |
| 第10話 | 作れにゃあ                          | 日下雄一朗     | 竹谷徹平          | 山根あおい 平山友理 浅井沼 紺野みすみ 江尻隆秀 佐藤大輔             | 早坂皐月              | 3月14日        |       |       |       |       |       |       |       |       |       |       |       |       |       |       |       |       |       |       |
| 第11話 | 体が保たにゃあ                      | 東亮佑         | 東亮佑            | 山根あおい 平山友理 紺野みすみ                                      | 早坂皐月              | 3月21日        |       |       |       |       |       |       |       |       |       |       |       |       |       |       |       |       |       |       |
| 第12話 | なかよくしよみゃあ                  | 東亮佑         | 東亮佑            | 早坂皐月 平山友理 紺野みすみ                                        | 早坂皐月              | 3月28日        |       |       |       |       |       |       |       |       |       |       |       |       |       |       |       |       |       |       |
| 第4期  |                                     |                |                   |                                                                     |                       |                |       |       |       |       |       |       |       |       |       |       |       |       |       |       |       |       |       |       |
| 第1話  | どまんなかだで                      | 東亮佑         | 王悦春            | 何瀟                                                                | 山根あおい            | 2022年 4月9日  |       |       |       |       |       |       |       |       |       |       |       |       |       |       |       |       |       |       |
| 第2話  | いりゃあせ、生徒会長                | 東亮佑         | 王悦春            | 权伍龮                                                              | 紺野みすみ            | 4月16日        |       |       |       |       |       |       |       |       |       |       |       |       |       |       |       |       |       |       |
| 第3話  | その言葉はまーかん                  | 東亮佑         | 王悦春            | 何瀟 余彦祖                                                         | 山根あおい            | 4月23日        |       |       |       |       |       |       |       |       |       |       |       |       |       |       |       |       |       |       |
| 第4話  | 絶対に負けられにゃあ戦い            | 東亮佑         | 張シン            | 权伍龮 黄凤                                                         | 山根あおい            | 4月30日        |       |       |       |       |       |       |       |       |       |       |       |       |       |       |       |       |       |       |
| 第5話  | まっと手羽先                        | 東亮佑         | 王悦春            | 蒙晏妮 杨芝                                                         | 紺野みすみ            | 5月7日         |       |       |       |       |       |       |       |       |       |       |       |       |       |       |       |       |       |       |
| 第6話  | 女心は複雑だで                      | 東亮佑         | 王悦春            | 何瀟 蒙晏妮                                                         | 山根あおい            | 5月14日        |       |       |       |       |       |       |       |       |       |       |       |       |       |       |       |       |       |       |
| 第7話  | 丸だけじゃあれせん                  | まみむ山       | まみむ山          | まみむ山                                                            | 山根あおい            | 5月21日        |       |       |       |       |       |       |       |       |       |       |       |       |       |       |       |       |       |       |
| 第8話  | 運動会はパンにしてちょう            | 園社冬凛       | 王悦春            | 陶陈超 余彦祖                                                       | 紺野みすみ            | 5月28日        |       |       |       |       |       |       |       |       |       |       |       |       |       |       |       |       |       |       |
| 第9話  | ござった、来賓者                    | 中島大智       | 中島大智          | 中島大智                                                            | 紺野みすみ            | 6月4日         |       |       |       |       |       |       |       |       |       |       |       |       |       |       |       |       |       |       |
| 第10話 | よーさんの当たり前                  | 東亮佑         | 王悦春            | 蒙晏妮 杨芝                                                         | 山根あおい            | 6月11日        |       |       |       |       |       |       |       |       |       |       |       |       |       |       |       |       |       |       |
| 特別編 | 八十亀ちゃんかんさつにっき あとがき | -              | -                 | -                                                                   | -                     | 6月18日        |       |       |       |       |       |       |       |       |       |       |       |       |       |       |       |       |       |       |

#### ローカルCM・おことわり
| 話数   | 商品名（会社名）                                               | おことわり                                        |
| ------ | -------------------------------------------------------------- | ------------------------------------------------- |
| 第1話  | 活命茶（中北薬品）                                             | 武田知沙（テレビ愛知アナウンサー）                |
| 第2話  | SUGAKIYAラーメン（寿がきや食品）                               | 八十亀                                            |
| 第3話  | つけてみそかけてみそ（ナカモ）                                 | 只草                                              |
| 第4話  | 宮きしめん（宮商事）                                           | 笹津                                              |
| 第5話  | 活命茶（中北薬品）                                             | 高柳明音（SKE48）                                 |
| 第6話  | みそ煮込うどん（寿がきや食品）カレー煮込うどん（寿がきや食品） | 只草                                              |
| 第7話  | つけてみそかけてみそ（ナカモ）                                 | 笹津                                              |
| 第8話  | コメ兵（株式会社コメ兵）                                       | 本田剛文（BOYS AND MEN） 辻本達規（BOYS AND MEN） |
| 第9話  | （愛知小型エレベーター製造株式会社）                           | 只草                                              |
| 第10話 | 献立いろいろみそ（イチビキ）                                   | 河村たかし（名古屋市長(当時)、現・衆議院議員）    |
| 第11話 | （愛知小型エレベーター製造株式会社）                           | 八十亀、只草、笹津                                |
| 第12話 | ジャパンレンタカーの働くクルマ （ジャパンレンタカー）          | 水木一郎（本放送）戸松遥（再放送）                |
| 特別編 | （近藤産興）                                                   | -                                                 |

| 話数   | 商品名（会社名）                                               | おことわり                                                |
| ------ | -------------------------------------------------------------- | --------------------------------------------------------- |
| 第1話  | （近藤産興）                                                   | 武田知沙（テレビ愛知アナウンサー）                        |
| 第2話  | 青柳ういろう（青柳総本家）                                     | 大黒柚姫（TEAM SHACHI）                                   |
| 第3話  | カエルまんじゅう（青柳総本家）                                 | 香田メイ（OS☆U）                                          |
| 第4話  | （ELJソーラーコーポレーション株式会社）                        | 沢口愛華（dela）                                          |
| 第5話  | みそ煮込うどん（寿がきや食品）カレー煮込うどん（寿がきや食品） | えなこ                                                    |
| 第6話  | なばなの里（長島観光開発）ナガシマスパーランド（長島観光開発） | 亜咲花                                                    |
| 第7話  | （名古屋名物 みそかつ 矢場とん）                               | 前田慶次（名古屋おもてなし武将隊） （尾張国海東郡荒子城） |
| 第8話  | 味仙今池本店（味仙）                                           | +α/あるふぁきゅん。                                       |
| 第9話  | 博物館明治村                                                   | 佐藤楓（乃木坂46）                                        |
| 第10話 | あずきバー（井村屋）                                           | 古畑奈和（SKE48）                                         |
| 第11話 | （大垣共立銀行）                                               | 天野ケータ（妖怪ウォッチ） （さくらニュータウン）         |
| 第12話 | （なし）                                                       | 安藤正基（原作著者） アダチ（担当編集）                   |

| 話数   | 商品名（会社名）                           | おことわり |
| ------ | ------------------------------------------ | ---------- |
| 第1話  | （玉越）                                   | 梅津秀行   |
| 第2話  | （玉越）                                   | -          |
| 第3話  | （愛知小型エレベーター製造株式会社）       | -          |
| 第4話  | 活命茶（中北薬品）                         | -          |
| 第5話  | （なし）                                   | -          |
| 第6話  | （なし）                                   | -          |
| 第7話  | （なし）                                   | -          |
| 第8話  | （なし）                                   | -          |
| 第9話  | （玉越）（BS11）（ヨシヅヤ）（テレビ愛知） | -          |
| 第10話 | （ヨシヅヤ）（テレビ愛知）                 | -          |
| 第11話 | （玉越）（BS11）（ヨシヅヤ）（テレビ愛知） | -          |
| 第12話 | （ヨシヅヤ）（テレビ愛知）                 | -          |

#### 翔んで！名古屋
第1期第9話から第12話・特別編にて放送された番組終了後のミニコーナー。「名古屋観光文化交流特命大使」の八十亀最中（戸松遥）が名古屋の施設を空撮および内部映像と共に紹介する。テレビ愛知のみの放送となっておりTOKYOMXの放送では流れていない。
| 話数   | 紹介施設                                         |
| ------ | ------------------------------------------------ |
| 第9話  | 名古屋市役所 本庁舎（名古屋市・中区）            |
| 第10話 | 交通局藤が丘工場（名古屋市・名東区）             |
| 第11話 | 名古屋市公会堂（名古屋市・昭和区）               |
| 第12話 | 上下水道局露橋水処理センター（名古屋市・中川区） |
| 特別編 | 名古屋港ガーデンふ頭（名古屋市・港区）           |

#### じゃんだら先輩は美可愛（みかわ）いい!!
第2期から放送された番組終了後のミニコーナー。雀田来鈴（松井恵理子）と鉄平（赤羽根健治）が出演。
同じ愛知県でも名古屋の陰に隠れて注目されにくい三河地方の特徴を紹介している。
| 話数  | 話題             |
| ----- | ---------------- |
| 第1話 | 名古屋県と額田県 |
| 第7話 | 三河弁           |
| 第9話 | 千葉県と愛知県   |

| 話数   | 話題                                        |
| ------ | ------------------------------------------- |
| 第1話  | 八丁味噌                                    |
| 第2話  | まけんグミ                                  |
| 第5話  | 東海道新幹線のぞみ号の三河飛ばし 三河安城駅 |
| 第10話 | 三河のえびせんシェア                        |

| 話数  | 話題                           |
| ----- | ------------------------------ |
| 第3話 | 三河のあん巻き・天ぷらあん巻き |
| 第8話 | たけの子パン                   |

#### 紫春と七帆
第3期から放送された番組終了後のミニコーナー。一天前紫春（黒木ほの香）と輿安七帆（伊藤彩沙）が出演。
名古屋を見下しながら大阪のことを誇らしげに話す紫春を、七帆がやんわりとたしなめる。
| 話数  | 話題                                             |
| ----- | ------------------------------------------------ |
| 第3話 | 名古屋人の財布の紐                               |
| 第4話 | 名古屋人と味噌・関西人とソース文化               |
| 第8話 | 名古屋港水族館（シャチ）と海遊館（ジンベエザメ） |

| 話数   | 話題                                                         |
| ------ | ------------------------------------------------------------ |
| 第6話  | 出番の話・ギャラの話                                         |
| 第10話 | PC・携帯電話・スマートフォンにおける関西弁（大阪弁）の誤変換 |

#### がんばれ!ララちゃん
第3期から放送された番組終了後のミニコーナー。初内ララ（南條愛乃）とリカちゃん先生（寺田晴名）とレッチリ先生（稲田徹）が出演。
ララの出身地である静岡の、他県とは違う特徴や誤解されていることを紹介している。
| 話数   | 話題                         |
| ------ | ---------------------------- |
| 第6話  | ペットボトルのお茶           |
| 第9話  | 静岡割りと緑茶ハイ           |
| 第11話 | 静岡県中東部の方言「みゃー」 |

| 話数  | 話題                       |
| ----- | -------------------------- |
| 第4話 | 静岡県の方言「ばっといて」 |

#### 世瑠欄お嬢様と執事辻
第3期から放送された番組終了後のミニコーナー。土辺世瑠蘭（長縄まりあ）と辻優秀（間島淳司）が出演。
世瑠蘭が東京へ行ってやりたいことや東京に憧れを抱いていることを話すが、間違って認識している場合があり、それに対して優秀が現実を突き付ける。
| 話数  | 話題                           |
| ----- | ------------------------------ |
| 第7話 | タピオカミルクティーとから揚げ |

| 話数   | 話題                                                         |
| ------ | ------------------------------------------------------------ |
| 第5話  | 名古屋の漢字とカタカナの駅「総合リハビリセンター」           |
| 第10話 | 六本木ヒルズ（一つのビルの名称ではなく、複合商業施設の総称） |

### 放送局・配信元
| 放送期間                | 放送時間           | 放送局     | 対象地域 | 備考                        |
| ----------------------- | ------------------ | ---------- | -------- | --------------------------- |
| 2019年4月4日 - 6月20日  | 木曜 19:53 - 19:58 | テレビ愛知 | 愛知県   | 製作参加 / 字幕放送         |
| 2019年4月8日 - 6月24日  | 月曜 21:54 - 22:00 | TOKYO MX   | 東京都   | 製作参加 / リピート放送あり |
| 2019年4月12日 - 6月28日 | 金曜 22:40 - 22:45 | AT-X       | 日本全域 | CS放送 / リピート放送あり   |

| 配信開始日             | 配信時間        | 配信サイト                                                                       |
| ---------------------- | --------------- | -------------------------------------------------------------------------------- |
| 2019年4月8日           | 月曜 22:00 更新 | dアニメストア                                                                    |
| 2019年4月9日           | 火曜 12:00 更新 | AbemaTV                                                                          |
| 2019年4月10日          | 水曜 12:00 更新 | ニコニコ動画 FOD U-NEXT あにてれ ひかりTV Rakuten TV ビデオマーケット アニメ放題 |
|                        | 水曜 19:00 更新 | TSUTAYA TV                                                                       |
| 2019年4月17日 - 7月3日 | 水曜 12:00 更新 | GYAO!                                                                            |

| 放送期間                | 放送時間                     | 放送局     | 対象地域 | 備考                        |
| ----------------------- | ---------------------------- | ---------- | -------- | --------------------------- |
| 2020年1月5日 - 3月22日  | 日曜 21:54 - 22:00           | テレビ愛知 | 愛知県   | 製作参加 / 字幕放送         |
| 2020年1月7日 - 3月24日  | 火曜 1:00 - 1:05（月曜深夜） | TOKYO MX   | 東京都   | 製作参加 / リピート放送あり |
| 2020年1月10日 - 3月27日 | 金曜 22:45 - 22:50           | AT-X       | 日本全域 | CS放送 / リピート放送あり   |

| 配信開始日   | 配信時間        | 配信サイト                                                                                        |
| ------------ | --------------- | ------------------------------------------------------------------------------------------------- |
| 2020年1月7日 | 火曜 1:05 更新  | dアニメストア                                                                                     |
| 2020年1月8日 | 水曜 12:00 更新 | AbemaTV ニコニコ動画 GYAO!ストア ビデオマーケット Family Video DMM.com ひかりTV U-NEXT アニメ放題 |
| 2020年1月9日 | 木曜 12:00 更新 | TSUTAYA TV                                                                                        |

| 放送期間                | 放送時間           | 放送局     | 対象地域 | 備考                                 |
| ----------------------- | ------------------ | ---------- | -------- | ------------------------------------ |
| 2021年1月10日 - 3月28日 | 日曜 21:54 - 22:00 | テレビ愛知 | 愛知県   | 製作参加 / 字幕放送                  |
|                         | 日曜 21:55 - 22:00 | BS11       | 日本全域 | 製作参加 / BS放送 / 『ANIME+』枠     |
| 2021年1月13日 - 3月31日 | 水曜 23:05 - 23:10 | AT-X       | 日本全域 | 製作参加 / CS放送 / リピート放送あり |

| 配信開始日    | 配信時間        | 配信サイト                                                                        |
| ------------- | --------------- | --------------------------------------------------------------------------------- |
| 2021年1月10日 | 日曜 21:55 更新 | ひかりTV                                                                          |
| 2021年1月14日 | 木曜 21:55 更新 | dアニメストア ビデオマーケット music.jp DMM.com GYAO!ストア COCORO VIDEO あにてれ |

| 放送期間                             | 放送時間           | 放送局     | 対象地域 | 備考                                 |
| ------------------------------------ | ------------------ | ---------- | -------- | ------------------------------------ |
| 2022年4月9日 - 6月11日               | 土曜 20:54 - 21:00 | テレビ愛知 | 愛知県   | 製作参加 / 字幕放送                  |
| 2022年4月10日 - 6月12日              | 日曜 21:55 - 22:00 | BS11       | 日本全域 | 製作参加 / BS放送 / 『ANIME+』枠     |
| 2021年4月14日 - 6月16日              | 木曜 22:00 - 22:05 | AT-X       | 日本全域 | 製作参加 / CS放送 / リピート放送あり |
| 全局で本放送の前週に告知特番を放送。 |                    |            |          |                                      |

| 配信開始日            | 配信時間                | 配信サイト |
| --------------------- | ----------------------- | --- |
| 2022年4月14日         | 木曜 22:05 更新         | ひかりTV |
| 2022年4月17日以降順次 | 日曜 22:00 以降順次更新 | dアニメストア U-NEXT Locipo ビデオマーケット DMM.com GYAO! FOD ABEMA TELASA J:COMオンデマンド iTSCOMオンデマンド milplus music.jp |

## 舞台化の計画（中止）
2020年3月29日に「舞台『八十亀ちゃんかんさつにっき』」のタイトルで作品の舞台である名古屋・テレピアホールにて開催すると発表があった。当初は2020年7月19日（日）〜22日（水）に公演を行うとされたが、新型コロナウイルスの感染拡大の影響を考慮し、時期未定（2020年8月31日時点）の延期 としていた。その後、再開に向けて調整を続けていたが、この3年間の感染状況や会場として使用予定だったテレピアホールの運営方針の転換、実行委員会の体制変更などの諸事情を考慮し、2022年10月5日に舞台化の中止を決定した。
当初の予定では、TVアニメ版にて広報大使を務めたTEAM SHACHIやOS☆Uの他、東海を中心に活動するエンタメグループを中心にキャストを構成し、舞衣役はTVアニメ版でも声を務めた若井友希が担当することになっていた。

### スタッフ
- 原作 - 安藤正基
- 主催 - 舞台「八十亀ちゃんかんさつにっき」プロジェクト（東海テレビ、中日新聞社、テレビ愛知、サエッタ）
- 脚本・演出 - 鹿目由紀（劇団あおきりみかん）
- 音楽 - 阿部隆大
- 舞台 - 若尾綜合舞台
- ヘアメイク - 黒木初江（MISSESSENCE）
- ヘアメイク協力 - AQUADOLL
- 宣伝撮影 - 博英パブリシティ
- 監修 - 一迅社
- 舞台総指揮・美術ディレクション - 臼井ゆり

### キャスト
- 八十亀最中 - 秋本帆華・咲良菜緒（TEAM SHACHI）※ダブルキャスト
- 只草舞衣 - 若井友希（i☆Ris）
- 笹津やん菜 - 深井ねがい（SKE48）
- 陣界斗 - 古川流唯（ボイメン名古屋研究生）
- 舞台オリジナルキャラクター - 大黒柚姫・坂本遥奈（TEAM SHACHI）※ダブルキャスト、香田メイ・井川なつ（OS☆U）、綾瀬麗奈・早見紗英・川崎成美（dela）、今枝桜、傍島将大 ほか